# Suisse aux Jeux olympiques d'hiver de 2022
La Suisse participe aux Jeux olympiques d'hiver de 2022 à Pékin en Chine du 9 au 20 février 2022. Il s'agit de sa vingt-quatrième participation à des Jeux d'hiver.

## Délégation

### Sélection
Le tableau suivant montre les athlètes suisses sélectionnés par Swiss Olympic dans chaque discipline :
| Sport            | Discipline          | Discipline | Hommes | Femmes | Total |
| ---------------- | ------------------- | ---------- | --- | --- | ----- |
| Bobsleigh        | Bobsleigh           |            | 9 Badraun (en), Bieri, Fässler, Friedli, Haas, Kuonen (de), Michel, Rolli, Vogt | 5 Fontanive (it), Hasler, Pasternack, Strebel (it), Widmer | 14    |
| Curling          | Curling             |            | 6 de Cruz, Michel, Rios, Schwarz, Tanner, Lachat (en) | 6 Barbezat, Howald, Neuenschwander, Pätz, Perret, Tirinzoni | 12    |
| Hockey sur glace | Hockey sur glace    |            | 25 Aeschlimann, Alatalo (de), Ambühl, Andrighetto, Berra, Bertschy, Corvi, Diaz, Fora, Frick, Genoni, Haas, Herzog, Hofmann, Hollenstein, Loeffel, Malgin, Moser, Mottet, Müller, Simion, Thürkauf, Untersander, Vermin, Weber | 23 Brändli (en), Bullo, Christen, Enzler (en), Forster, Leemann (en), Lutz (en), Marti (en), Maurer (en), Moy (en), Müller, Quennec (en), Raselli, Rüedi (en), Rüegg (en), Ryhner (en), Sigrist (en), Spies (en), Stänz, Stalder, Vallario (en), Wetli (en), Zimmermann (en) | 48    |
| Luge             | Luge                |            | Aucun | 1 Maag (de) | 1     |
| Patinage         | Patinage artistique |            | 1 Britschgi | 1 Paganini | 2     |
| Patinage         | Patinage de vitesse |            | 1 Wenger | 1 Wenger (nl) | 2     |
| Skeleton         | Skeleton            |            | 1 Sieber (nl) | Aucune | 1     |
| Ski acrobatique  | Ski acrobatique     |            | 14 · Berry (de), Bösch, Briguet, · Détraz (de), Fiva , Gubser, · Gygax, Kreienbühl (en), Ragettli, · Regez , Roth, Tadé, · Werner, Wili (de)                                                                                   | 6 · Bär, Gantenbein, Gremaud , · Höfflin, Lack (de), Smith | 20    |
| Ski alpin        | Ski alpin           |            | 11 · Aerni, Caviezel, Chabloz, · Feuz , Hintermann , Meillard, · Murisier, Odermatt , Rogentin, · Yule, Zenhäusern | 11 · Danioth, Ellenberger, Flury, · Gisin , Gut-Behrami , Hählen, · Holdener , Kolly, Nufer, · Rast, Suter | 22    |
| Ski nordique     | Biathlon            |            | 4 Burkhalter, Hartweg, Stalder, Weger | 4 Baserga, Cadurisch, Gasparin, Häcki | 8     |
| Ski nordique     | Combiné nordique    |            | Aucun | Pas de compétition | 0     |
| Ski nordique     | Saut à ski          |            | 4 Ammann, Deschwanden, Peier, Peter | Aucune | 4     |
| Ski nordique     | Ski de fond         |            | 8 Baumann, Cologna, Furger, Grond (de), Hediger, Pralong, Rüesch, Schaad | 6 Fähndrich, Hiernickel, Kälin, Meier (de), Van Der Graaff, Weber | 14    |
| Snowboard        | Snowboard           |            | 9 · Boesiger (de), Burgener, Casanova, · Caviezel, Galmarini, Hablützel, · Huber, Koblet, Scherrer | 10 Burri (en), Casanova (de), Gisler (de), Hediger, Jenny, Keiser, Kummer, Siegenthaler (de), Wicki, Zogg | 18    |
| Total            | Total               | Total      | 93 hommes | 74 femmes | 167   |

* médaille obtenue en équipe

## Cérémonies d'ouverture et de clôture
Les porte-drapeaux de la délégation helvétique à la cérémonie d'ouverture sont la skieuse Wendy Holdener et le hockeyeur Andres Ambühl.

Le porte-drapeau lors de la cérémonie de clôture est Ryan Regez, nouveau champion olympique de skicross.

## Récompenses

### Médailles
| Sport                   | Discipline          | Athlète(s)       | Performance      | Date       |
| ----------------------- | ------------------- | ---------------- | ---------------- | ---------- |
| Médailles d'or : 7      |                     |                  |                  |            |
| Ski acrobatique         | Slopestyle femmes   | Mathilde Gremaud | 86,56 points     | 15 février |
| Ski acrobatique         | Skicross hommes     | Ryan Regez       | 1er de la finale | 18 février |
| Ski alpin               | Descente hommes     | Beat Feuz        | 1 min 42 s 69    | 7 février  |
| Ski alpin               | Super G femmes      | Lara Gut-Behrami | 1 min 13 s 51    | 11 février |
| Ski alpin               | Slalom géant hommes | Marco Odermatt   | 2 min 9 s 35     | 13 février |
| Ski alpin               | Descente femmes     | Corinne Suter    | 1 min 31 s 87    | 15 février |
| Ski alpin               | Combiné femmes      | Michelle Gisin   | 2 min 25 s 67    | 17 février |
| Médailles d’argent : 2  |                     |                  |                  |            |
| Ski acrobatique         | Skicross hommes     | Alex Fiva        | 2e de la finale  | 18 février |
| Ski alpin               | Combiné femmes      | Wendy Holdener   | 2 min 26 s 72    | 17 février |
| Médailles de bronze : 6 |                     |                  |                  |            |
| Ski acrobatique         | Big air femmes      | Mathilde Gremaud | 182,50 points    | 8 février  |
| Ski acrobatique         | Skicross femmes     | Fanny Smith      | 3e de la finale  | 17 février |
| Ski alpin               | Slalom géant femmes | Lara Gut-Behrami | 1 min 56 s 41    | 7 février  |
| Ski alpin               | Slalom femmes       | Wendy Holdener   | 1 min 45 s 10    | 9 février  |
| Ski alpin               | Super G femmes      | Michelle Gisin   | 1 min 13 s 81    | 11 février |
| Snowboard               | Half-pipe hommes    | Jan Scherrer     | 87,25 points     | 11 février |

| Sport           | Médaille d'or, Jeux olympiques | Médaille d'argent, Jeux olympiques | Médaille de bronze, Jeux olympiques | Ensemble |
| --------------- | ------------------------------ | ---------------------------------- | ----------------------------------- | -------- |
| Ski alpin       | 5                              | 1                                  | 3                                   | 9        |
| Ski acrobatique | 2                              | 1                                  | 2                                   | 5        |
| Snowboard       | 0                              | 0                                  | 1                                   | 1        |

| Jour     | Date       | Médaille d'or, Jeux olympiques | Médaille d'argent, Jeux olympiques | Médaille de bronze, Jeux olympiques | Ensemble |
| -------- | ---------- | ------------------------------ | ---------------------------------- | ----------------------------------- | -------- |
| 1er jour | 2 février  | -                              | -                                  | -                                   | -        |
| 2e jour  | 3 février  | -                              | -                                  | -                                   | -        |
| 3e jour  | 4 février  | -                              | -                                  | -                                   | -        |
| 4e jour  | 5 février  | 0                              | 0                                  | 0                                   | 0        |
| 5e jour  | 6 février  | 0                              | 0                                  | 0                                   | 0        |
| 6e jour  | 7 février  | 1                              | 0                                  | 1                                   | 2        |
| 7e jour  | 8 février  | 0                              | 0                                  | 1                                   | 1        |
| 8e jour  | 9 février  | 0                              | 0                                  | 1                                   | 1        |
| 9e jour  | 10 février | 0                              | 0                                  | 0                                   | 0        |
| 10e jour | 11 février | 1                              | 0                                  | 2                                   | 3        |
| 11e jour | 12 février | 0                              | 0                                  | 0                                   | 0        |
| 12e jour | 13 février | 1                              | 0                                  | 0                                   | 1        |
| 13e jour | 14 février | 0                              | 0                                  | 0                                   | 0        |
| 14e jour | 15 février | 2                              | 0                                  | 0                                   | 2        |
| 15e jour | 16 février | 0                              | 0                                  | 0                                   | 0        |
| 16e jour | 17 février | 1                              | 1                                  | 1                                   | 3        |
| 17e jour | 18 février | 1                              | 1                                  | 0                                   | 2        |
| 18e jour | 19 février | 0                              | 0                                  | 0                                   | 0        |
| 19e jour | 20 février | 0                              | 0                                  | 0                                   | 0        |
| Total    | Total      | 7                              | 2                                  | 6                                   | 15       |

### Diplômes
| Rang | Discipline          | Épreuve                         | Athlète(s)                                                                        | Performance                         | Date       |
| ---- | ------------------- | ------------------------------- | --------------------------------------------------------------------------------- | ----------------------------------- | ---------- |
| 4es  | Bobsleigh           | Bob à deux hommes               | Michael Vogt Sandro Michel                                                        | 3 min 58 s 83                       | 15 février |
| 4es  | Curling             | Tournoi féminin                 | Alina Pätz Silvana Tirinzoni Esther Neuenschwander Melanie Barbezat Carole Howald | Match pour la 3e place Suède 7-9    | 19 février |
| 4es  | Hockey sur glace    | Tournoi féminin                 | Suisse                                                                            | Match pour la 3e place Finlande 0-4 | 16 février |
| 4es  | Ski acrobatique     | Sauts par équipe                | Alexandra Bär Pirmin Werner Noé Roth                                              | 276,01 points                       | 10 février |
| 4e   | Ski acrobatique     | Sauts hommes                    | Pirmin Werner                                                                     | 111,5 points                        | 16 février |
| 4e   | Ski acrobatique     | Slopestyle hommes               | Andri Ragettli                                                                    | 83,50 points                        | 16 février |
| 4e   | Ski alpin           | Combiné hommes                  | Justin Murisier                                                                   | 2 min 32 s 29                       | 10 février |
| 5e   | Ski alpin           | Slalom hommes                   | Loïc Meillard                                                                     | 1 min 44 s 89                       | 16 février |
| 5e   | Ski de fond         | Sprint femmes                   | Nadine Fähndrich                                                                  | 3 min 16 s 89                       | 8 février  |
| 6es  | Bobsleigh           | Bob à deux femmes               | Melanie Hasler Nadja Pasternack                                                   | 4 min 6 s 83                        | 19 février |
| 6e   | Ski acrobatique     | Big air femmes                  | Sarah Höfflin                                                                     | 158,75 points                       | 8 février  |
| 6e   | Ski acrobatique     | Slopestyle hommes               | Fabian Bösch                                                                      | 78,05 points                        | 16 février |
| 6e   | Ski alpin           | Slalom femmes                   | Michelle Gisin                                                                    | 1 min 45 s 58                       | 9 février  |
| 6e   | Ski alpin           | Descente femmes                 | Joana Hählen                                                                      | 1 min 33 s 16                       | 15 février |
| 6e   | Ski alpin           | Slalom hommes                   | Daniel Yule                                                                       | 1 min 44 s 95                       | 16 février |
| 6es  | Ski alpin           | Compétition par équipes         | Andrea Ellenberger Wendy Holdener Camille Rast Gino Caviezel Justin Murisier      | Quart de finale Allemagne 2-2       | 20 février |
| 7e   | Bobsleigh           | Monobob femmes                  | Melanie Hasler                                                                    | 4 min 22 s 81                       | 14 février |
| 7es  | Curling             | Double mixte                    | Jenny Perret Martin Rios                                                          | 7e place du round robin             | 7 février  |
| 7es  | Curling             | Tournoi masculin                | Benoît Schwarz Sven Michel Peter de Cruz Valentin Tanner Pablo Lachat             | 7e place du round robin             | 17 février |
| 7e   | Patinage de vitesse | Mass start hommes               | Livio Wenger                                                                      | 4 points                            | 19 février |
| 7e   | Ski alpin           | Descente hommes                 | Marco Odermatt                                                                    | 1 min 43 s 40                       | 7 février  |
| 7e   | Ski alpin           | Slalom femmes                   | Camille Rast                                                                      | 1 min 45 s 75                       | 9 février  |
| 7e   | Ski alpin           | Slalom géant hommes             | Gino Caviezel                                                                     | 2 min 11 s 20                       | 13 février |
| 7es  | Ski de fond         | Relais femmes 4 × 5 km          | Laurien van der Graaff Nadine Fähndrich Nadja Kälin Alina Meier                   | 56 min 41 s 5                       | 12 février |
| 7es  | Ski de fond         | Relais hommes 4 × 10 km         | Dario Cologna Jonas Baumann Candide Pralong Roman Furger                          | 2 h 0 min 13 s 3                    | 13 février |
| 7es  | Ski de fond         | Sprint par équipes femmes       | Laurien van der Graaff Nadine Fähndrich                                           | 23 min 2 s 9                        | 16 février |
| 7es  | Snowboard           | Cross en équipe mixte           | Sophie Hediger Kalle Koblet                                                       | 3es de la finale B                  | 12 février |
| 7e   | Snowboard           | Halfpipe femmes                 | Berenice Wicki                                                                    | 76,25 points                        | 10 février |
| 8es  | Biathlon            | Relais mixte                    | Amy Baserga Lena Häcki Benjamin Weger Sebastian Stalder                           | 1 h 19 min 6 s 00 Pénalités : 2+11  | 5 février  |
| 8es  | Saut à ski          | Épreuves par équipes masculines | Dominik Peter Gregor Deschwanden Simon Ammann Killian Peier                       | 791,5 points                        | 14 février |
| 8e   | Ski acrobatique     | Saut hommes                     | Noé Roth                                                                          | 122,13 points                       | 16 février |
| 8es  | Ski de fond         | Sprint par équipes hommes       | Jonas Baumann Jovian Hediger                                                      | 20 min 4 s 35                       | 16 février |

## Épreuves

### Biathlon
| Joscha Burkhalter | 52 min 12 s 4 | 2 (0+2+0+0) | 22e | 26 min 28 s 3 | 2 (1+1) | 45e | LAP           | LAP         | LAP |
| Niklas Hartweg    | 55 min 19 s 7 | 4 (0+2+0+2) | 56e | 26 min 5 s 7  | 2 (1+1) | 37e | 44 min 34 s 7 | 5 (1+3+0+1) | 38e |
| Sebastian Stalder | 55 min 12 s 6 | 3 (0+1+1+1) | 53e | 25 min 48 s 3 | 0 (0+0) | 27e | 44 min 10 s 7 | 4 (1+0+2+1) | 36e |
| Benjamin Weger    | 52 min 8 s 9  | 2 (0+0+1+1) | 19e | 26 min 39 s 6 | 1 (0+1) | 53e | DNS           | DNS         | DNS |

| Amy Baserga     | 52 min 25 s 1 | 5 (2+2+1+0) | 69e | 23 min 24 s 2    | 2 (2+0)          | 54e              | 40 min 18 s 5    | 3 (1+0+1+1)      | 39e              | Non-qualifiée    | Non-qualifiée | Non-qualifiée |               |
| Lena Häcki      | 48 min 3 s 3  | 4 (0+2+1+1) | 24e | 22 min 30 s 3    | 2 (1+1)          | 23e              | 38 min 27 s 5    | 4 (2+0+1+1)      | 24e              | 43 min 14 s 2    | 9 (0+3+3+3)   | 16e           |               |
| Selina Gasparin | 51 min 43 s 8 | 7 (1+2+2+2) | 62e | Ne participe pas | Ne participe pas | Ne participe pas | Ne participe pas | Ne participe pas | Ne participe pas | Ne participe pas | Non-qualifiée | Non-qualifiée | Non-qualifiée |

| Athlète                                                           | Épreuve | Temps                                                                     | Pénalité                            | Rang |
| ----------------------------------------------------------------- | ------- | ------------------------------------------------------------------------- | ----------------------------------- | ---- |
| Amy Baserga Lena Häcki Benjamin Weger Sebastian Stalder           | Mixte   | 1 h 19 min 6 s 00 18 min 39 s 9 18 min 44 s 0 15 min 23 s 8 16 min 18 s 3 | 2+11 1+3 0+1 0+0 0+1 0+0 0+2        | 8es  |
| Sebastian Stalder Benjamin Weger Niklas Hartweg Joscha Burkhalter | Hommes  | 1 h 24 min 12 s 3 20 min 58 s 0 20 min 22 s 0 20 min 10 s 0 22 min 42 s 3 | 1+8 0+0 0+0 0+1 0+1 0+0 0+0 1+3 0+3 | 12es |
| Irene Cadurisch Lena Häcki Selina Gasparin Amy Baserga            | Femmes  | DNF                                                                       | DNF                                 | DNF  |

### Bobsleigh
Swiss Olympic annonce la sélection de bobsleigh le 19 janvier 2022. Quatorze athlètes sont sélectionnés. Neuf hommes et cinq femmes, dont un remplaçant par sexe (Michael Kuonen et Kim Widmer), seront du voyage pour Pékin.
| Athlètes                                                       | Épreuve      | Manche 1 | Manche 1 | Manche 2     | Manche 2 | Manche 3     | Manche 3 | Manche 4      | Manche 4      | Total         | Total |
| Athlètes                                                       | Épreuve      | Temps    | Rang     | Temps        | Rang     | Temps        | Rang     | Temps         | Rang          | Temps         | Rang  |
| -------------------------------------------------------------- | ------------ | -------- | -------- | ------------ | -------- | ------------ | -------- | ------------- | ------------- | ------------- | ----- |
| Simon Friedli * Andreas Haas                                   | Bob à deux   | 59 s 97  | 17es     | 1 min 0 s 37 | 20es     | 1 min 0 s 47 | 23es     | 1 min 0 s 34  | 17es          | 4 min 1 s 15  | 18es  |
| Michael Vogt * Sandro Michel                                   | Bob à deux   | 59 s 57  | 7es      | 59 s 90      | 3es      | 59 s 59      | 5es      | 59 s 77       | 4es           | 3 min 58 s 83 | 4es   |
| Simon Friedli * Fabio Badraun (en) Adrian Fässler Andreas Haas | Bob à quatre | 59 s 71  | 23es     | 1 min 0 s 01 | 23es     | 59 s 57      | 20es     | Non-qualifiés | Non-qualifiés | 2 min 59 s 29 | 24es  |
| Michael Vogt * Cyril Bieri Luca Rolli Sandro Michel            | Bob à quatre | 59 s 23  | 13es     | 59 s 22      | 7es      | 59 s 18      | 12es     | 59 s 44       | 9es           | 3 min 57 s 07 | 11es  |

| Athlètes                                    | Épreuve    | Manche 1     | Manche 1 | Manche 2     | Manche 2 | Manche 3     | Manche 3 | Manche 4     | Manche 4 | Total         | Total |
| Athlètes                                    | Épreuve    | Temps        | Rang     | Temps        | Rang     | Temps        | Rang     | Temps        | Rang     | Temps         | Rang  |
| ------------------------------------------- | ---------- | ------------ | -------- | ------------ | -------- | ------------ | -------- | ------------ | -------- | ------------- | ----- |
| Melanie Hasler                              | Monobob    | 1 min 5 s 18 | 6e       | 1 min 5 s 86 | 11e      | 1 min 6 s 21 | 13e      | 1 min 5 s 56 | 6e       | 4 min 22 s 81 | 7e    |
| Melanie Hasler * Nadja Pasternack           | Bob à deux | 1 min 1 s 65 | 7es      | 1 min 1 s 85 | 6es      | 1 min 1 s 77 | 7es      | 1 min 1 s 56 | 3es      | 4 min 6 s 83  | 6es   |
| Martina Fontanive (it) * Irina Strebel (it) | Bob à deux | 1 min 2 s 48 | 20es     | 1 min 2 s 35 | 18es     | 1 min 2 s 35 | 19es     | 1 min 2 s 41 | 17es     | 4 min 9 s 59  | 20es  |

* – Indique le ou la pilote du bob

### Curling
Swiss Olympic a annoncé la sélection des curleurs le mardi 28 septembre 2021.

#### Tournoi masculin
Dans le tournoi masculin, la Suisse a obtenu son billet pour les Jeux olympiques d'hiver de 2022 grâce au CC Genève qui avait réussi à terminer dans les six meilleurs lors des Championnats du monde de 2021 à Calgary au Canada. En ne se qualifiant pas pour la finale, un barrage interne contre Berne Zähringer a été organisé du 22 au 24 septembre 2021 à Bienne,. C'est finalement le CC Genève qui a remporté ce barrage quatre matchs à zéro et a ainsi obtenu son ticket pour les Jeux olympiques d'hiver de 2022.
Après une défaite initiale face à la Norvège,, la Suisse remporte ses trois parties suivantes contre le Comité olympique de Russie,, le Canada, et le Danemark, avant de s'incliner face à l'Italie,, la Grande-Bretagne,, les États-Unis, puis la Chine, et finir par une victoire pour beurre face à la Suède,.
| Position   | Nom                  |
| ---------- | -------------------- |
| Fourth     | Benoît Schwarz       |
| Third      | Sven Michel          |
| Skip       | Peter de Cruz        |
| Lead       | Valentin Tanner      |
| Remplaçant | Pablo Lachat (en)    |
| Entraîneur | Håvard Vad Petersson |

##### Premier tour
| Légende                                  |
| Équipes qualifiées pour les demi-finales |
| Équipes éliminées                        |

| Rang | Pays            | V | D | PP | PC | Manches gagnées | Manches perdues | Manches blanches | Vols pour | Tirs % |
| ---- | --------------- | - | - | -- | -- | --------------- | --------------- | ---------------- | --------- | ------ |
| 1    | Grande-Bretagne | 8 | 1 | 63 | 44 | 13              | 11              | 2                | 10        | 88,0 % |
| 2    | Suède           | 7 | 2 | 64 | 44 | 19              | 11              | 7                | 11        | 85,7 % |
| 3    | Canada          | 5 | 4 | 58 | 50 | 13              | 17              | 7                | 7         | 84,4 % |
| 4    | États-Unis      | 5 | 4 | 56 | 61 | 16              | 18              | 5                | 5         | 83,0 % |
| 5    | Chine           | 4 | 5 | 59 | 62 | 16              | 17              | 6                | 4         | 85,4 % |
| 6    | Norvège         | 4 | 5 | 58 | 53 | 17              | 15              | 5                | 11        | 84,4 % |
| 7    | Suisse          | 4 | 5 | 51 | 54 | 15              | 14              | 9                | 3         | 84,5 % |
| 8    | ROC             | 4 | 5 | 58 | 58 | 13              | 13              | 9                | 6         | 81,2 % |
| 9    | Italie          | 3 | 6 | 59 | 65 | 12              | 14              | 2                | 8         | 81,7 % |
| 10   | Danemark        | 1 | 8 | 36 | 71 | 13              | 17              | 4                | 2         | 78,1 % |

#### Tournoi féminin
Dans le tournoi féminin, la Suisse a obtenu son billet pour les Jeux olympiques d'hiver de 2022 grâce au CC Aarau qui avait réussi à terminer dans les six meilleurs lors des Championnats du monde de 2021 à Calgary au Canada. En se qualifiant pour la finale, elles n'ont pas eu besoin de passer par un barrage interne et c'est donc le CC Aarau qui représentera la Suisse aux Jeux olympiques d'hiver de 2022.
La Suisse remporte ses cinq premières parties contre, dans l'ordre chronologique, La Grande-Bretagne,, la Chine,, le Comité olympique de Russie,, le Danemark, et le Canada,. Les Suissesses subissent un coup d'arrêt en s'inclinant contre la Suède, puis gagnent leur trois derniers matchs contre les États-Unis,, la Corée du Sud, et finalement le Japon,.
En demi-finale, elles s'inclinent contre le même Japon, puis perdre la finale pour la médaille de bronze contre la Suède,.
| Position    | Nom                   |
| ----------- | --------------------- |
| Fourth      | Alina Pätz            |
| Skip        | Silvana Tirinzoni     |
| Second      | Esther Neuenschwander |
| Lead        | Melanie Barbezat      |
| Remplaçante | Carole Howald         |
| Entraîneur  | Pierre Charette       |

##### Premier tour
| Légende                                    |
| 4 équipes qualifiées pour les demi-finales |
| Équipes éliminées                          |

| Rang | Pays            | V | D | PP | PC | Manches gagnées | Manches perdues | Manches blanches | Vols pour | Tirs % |
| ---- | --------------- | - | - | -- | -- | --------------- | --------------- | ---------------- | --------- | ------ |
| 1    | Suisse          | 8 | 1 | 67 | 46 | 44              | 36              | 4                | 12        | 81.6%  |
| 2    | Suède           | 7 | 2 | 64 | 49 | 39              | 35              | 6                | 12        | 82.0%  |
| 3    | Grande-Bretagne | 5 | 4 | 63 | 47 | 39              | 33              | 4                | 9         | 80.6%  |
| 4    | Japon           | 5 | 4 | 64 | 62 | 40              | 36              | 2                | 13        | 82.3%  |
| 5    | Canada          | 5 | 4 | 71 | 59 | 42              | 41              | 1                | 14        | 80.4%  |
| 6    | États-Unis      | 4 | 5 | 60 | 64 | 40              | 39              | 2                | 12        | 79.5%  |
| 7    | Chine           | 4 | 5 | 56 | 67 | 38              | 41              | 3                | 10        | 79.6%  |
| 8    | Corée du Sud    | 4 | 5 | 62 | 66 | 40              | 42              | 3                | 10        | 80.8%  |
| 9    | Danemark        | 2 | 7 | 50 | 68 | 33              | 41              | 7                | 0         | 77.2%  |
| 10   | ROC             | 1 | 8 | 50 | 79 | 34              | 45              | 2                | 7         | 78.9%  |

##### Demi-finale
| Équipes | 1 | 2 | 3 | 4 | 5 | 6 | 7 | 8 | 9 | 10 | Total |
| ------- | - | - | - | - | - | - | - | - | - | -- | ----- |
| Japon   | 0 | 0 | 1 | 0 | 4 | 1 | 0 | 1 | 0 | 1  | 8     |
| Suisse  | 0 | 1 | 0 | 1 | 0 | 0 | 3 | 0 | 1 | 0  | 6     |

##### Finale pour la médaille de bronze
| Équipes | 1 | 2 | 3 | 4 | 5 | 6 | 7 | 8 | 9 | 10 | Total |
| ------- | - | - | - | - | - | - | - | - | - | -- | ----- |
| Suède   | 1 | 0 | 0 | 2 | 0 | 3 | 0 | 2 | 0 | 1  | 9     |
| Suisse  | 0 | 1 | 0 | 0 | 1 | 0 | 2 | 0 | 3 | 0  | 7     |

#### Tournoi mixte
Dans le tournoi de double mixte, la Suisse a obtenu son billet pour les Jeux olympiques d'hiver de 2022 grâce au duo constitué de Jenny Perret et Martin Rios, médaillés d'argent à Pyeongchang en 2018, qui avait réussi à terminer dans les sept meilleurs lors des Championnats du monde de 2021 (en) à Aberdeen en Écosse. Le duo représentera la Suisse aux Jeux olympiques d'hiver de 2022.
La paire Perret/Rios débute par une défaite 7-6 après un end supplémentaire face à l'équipe de Chine, après avoir pourtant mené 5-4 en réussissant un coup de 3 dans la 6e manche,,.
Le deuxième match contre l'Italie est également perdu 8-7 après un end supplémentaire, à nouveau après avoir réussi un coup de 3 lors de la 6e manche,,.
Quelques heures plus tard, première victoire 8-7 contre la Grande-Bretagne, grâce notamment à deux coups de 3 dans les manches 2 et 4 et malgré quelques dernières pierres mal jouées par Jenny Perret.
Le tournoi se poursuit avec une défaite 7-5 contre le Canada, qui a mené durant toute la partie grâce à un coup de 3 dès la première manche.
Nouvelle défaite 6-1 face à la Suède, contre laquelle la paire suisse ne remporte que la deuxième manche, perdant même en powerplay dans la cinquième avant d'abandonner lors de la septième alors que leurs adversaires étaient en position de marquer au moins trois nouveaux points.
Un maigre espoir de qualification est entretenu grâce à une nette victoire 11-3 face aux Tchèques, dans une partie qui s'achève après le septième end.
Le match suivant est dans un premier temps annoncé comme remporté par forfait par la Suisse car l'Australienne Tahli Gill est déclarée positive au covid après plusieurs tests mais elle obtient in extremis l'autorisation de néanmoins poursuivre la compétition. Menés 3-0 après deux manches, la paire suisse réussit à prendre l'avantage 6-3 après 5 ends mais laisse finalement leurs adversaires apporter à l'Australie sa première victoire en curling dans un tournoi olympique,. Cette cinquième défaite en 7 matches de la paire Perret/Rios enterre définitivement ses espoirs de qualification.
L'avant-dernier match, contre les Etats-Unis, suscite quelques regrets car les Suisses retrouvent un meilleur niveau de jeu. Ils mènent déjà 3-0 après la première manche et si les Américains égalisent à 5-5 en powerplay au septième end, Jenny Perret marque le point de la victoire avec sa dernière pierre dans la manche finale,.
Le tournoi se conclut par une ultime défaite face à la Norvège qui a mené au score durant toute la partie,.
Cette élimination prématurée de la paire Perret/Rios est une déception tant elle semblait représenter une grande chance de médaille pour la Suisse en tant que vice-champions olympiques en titre. A noter que le champion olympique en titre, le Canadien John Morris, est également éliminé au même stade de la compétition.
| Position   | Nom            |
| ---------- | -------------- |
| Homme      | Martin Rios    |
| Femme      | Jenny Perret   |
| Entraîneur | Peter Hartmann |

##### Premier tour
| Légende                                  |
| Équipes qualifiées pour les demi-finales |
| Équipes éliminées                        |

| Rang | Pays            | V | D | Pp | Pc | Manches gagnées | Manches perdues | Manches blanches | Manches volées | Tirs % |
| ---- | --------------- | - | - | -- | -- | --------------- | --------------- | ---------------- | -------------- | ------ |
| 1    | Italie          | 9 | 0 | 79 | 48 | 43              | 28              | 0                | 14             | 79,4 % |
| 2    | Norvège         | 6 | 3 | 68 | 50 | 40              | 28              | 0                | 14             | 82,3 % |
| 3    | Grande-Bretagne | 6 | 3 | 60 | 50 | 35              | 33              | 0                | 11             | 78,9 % |
| 4    | Suède           | 5 | 4 | 55 | 54 | 35              | 33              | 0                | 10             | 76,0 % |
| 5    | Canada          | 5 | 4 | 57 | 54 | 33              | 39              | 0                | 8              | 77,9 % |
| 6    | Tchéquie        | 4 | 5 | 50 | 65 | 29              | 39              | 1                | 7              | 74,5 % |
| 7    | Suisse          | 3 | 6 | 55 | 58 | 32              | 39              | 0                | 6              | 72,7 % |
| 8    | États-Unis      | 3 | 6 | 50 | 67 | 34              | 36              | 1                | 4              | 74,4 % |
| 9    | Chine           | 2 | 7 | 51 | 63 | 34              | 36              | 1                | 8              | 73,8 % |
| 10   | Australie       | 2 | 7 | 52 | 67 | 31              | 37              | 1                | 8              | 72,1 % |

### Hockey sur glace

#### Tournoi masculin

##### Effectif
Le 8 octobre 2021, la Fédération suisse de hockey sur glace annonce les trois premiers noms de la liste des sélectionnés, à savoir Roman Josi, Nico Hischier et Timo Meier. Or ces trois joueurs ne seront pas en Chine. Fin décembre 2021, la Ligue nationale de hockey annonce en effet que ses joueurs ne participeront pas au tournoi à cause de la réorganisation de son calendrier en raison des perturbations liées à la pandémie de Covid-19.
Le dimanche 30 janvier 2022, à la suite d'un test positif au covid, le gardien Joren Van Pottelberghe et l'attaquant Sven Senteler quittent l'équipe et sont respectivement remplacés par Sandro Aeschlimann et Calvin Thürkauf.
Le mardi 1er février 2022, c'est au tour de Christian Marti d'être testé positif et de devoir déclarer forfait. Son remplaçant n'est pas immédiatement désigné et le match amical qui devait se tenir le jour même contre le Canada a été annulé. C'est finalement Lukas Frick (Lausanne HC) qui est appelé en remplacement.
| No    | Nom                | Position  | Club                                 |
| ----- | ------------------ | --------- | ------------------------------------ |
| +020, | Reto Berra         | Gardien   | Hockey Club Fribourg-Gottéron (NL)   |
| +026, | Sandro Aeschlimann | Gardien   | Hockey Club Davos (NL)               |
| +063, | Leonardo Genoni    | Gardien   | Eissportverein Zoug (NL)             |
| +002, | Santeri Alatalo    | Défenseur | Hockey Club Lugano (NL)              |
| +006, | Vincent Praplan    | Défenseur | Zürcher Schlittschuh Club Lions (NL) |
| +016, | Raphael Diaz - C   | Défenseur | Hockey Club Fribourg-Gottéron (NL)   |
| +025, | Mirco Müller       | Défenseur | Hockey Club Lugano (NL)              |
| +038, | Lukas Frick        | Défenseur | Lausanne Hockey Club (NL)            |
| +045, | Michael Fora       | Défenseur | Hockey Club Ambrì-Piotta (NL)        |
| +055, | Romain Loeffel     | Défenseur | Hockey Club Lugano (NL)              |
| +065, | Ramon Untersander  | Défenseur | Club des patineurs de Berne (NL)     |
| +010, | Andres Ambühl - A  | Attaquant | Hockey Club Davos (NL)               |
| +015, | Grégory Hofmann    | Attaquant | Eissportverein Zoug (NL)             |
| +058, | Dario Simion       | Attaquant | Eissportverein Zoug (NL)             |
| +061, | Fabrice Herzog     | Attaquant | Eissportverein Zoug (NL)             |
| +062, | Denis Malgin       | Attaquant | Zürcher Schlittschuh Club Lions (NL) |
| +070, | Denis Hollenstein  | Attaquant | Zürcher Schlittschuh Club Lions (NL) |
| +071, | Enzo Corvi         | Attaquant | Hockey Club Davos (NL)               |
| +079, | Calvin Thürkauf    | Attaquant | Hockey Club Lugano (NL)              |
| +082, | Simon Moser        | Attaquant | Club des patineurs de Berne (NL)     |
| +083, | Joël Vermin        | Attaquant | Genève-Servette Hockey Club (NL)     |
| +085, | Sven Andrighetto   | Attaquant | Zürcher Schlittschuh Club Lions (NL) |
| +087, | Killian Mottet     | Attaquant | Hockey Club Fribourg-Gottéron (NL)   |
| +088, | Christoph Bertschy | Attaquant | Lausanne Hockey Club (NL)            |
| +092, | Gaëtan Haas - A    | Attaquant | Hockey Club Bienne (NL)              |

Entraîneur : Patrick Fischer

##### Tour préliminaire
| Clt   | Équipe   | PJ | V | VP | VF | D | DP | DF | BP | BC | Diff | Pts |
| ----- | -------- | -- | - | -- | -- | - | -- | -- | -- | -- | ---- | --- |
| +001, | ROC      | 3  | 2 | 0  | 0  | 0 | 1  | 0  | 8  | 6  | +2   | 7   |
| +002, | Danemark | 3  | 2 | 0  | 0  | 1 | 0  | 0  | 7  | 6  | +1   | 6   |
| +003, | Tchéquie | 3  | 0 | 1  | 1  | 1 | 0  | 0  | 9  | 8  | +1   | 4   |
| +004, | Suisse   | 3  | 0 | 0  | 0  | 2 | 0  | 1  | 4  | 8  | -4   | 1   |

- Quarts de finale
- Tour qualificatif

| 9 février 2022 | ROC | 1-0 (1-0, 0-0, 0-0) | Suisse | Palais national omnisports de Pékin 934 spectateurs |

| Feuille de match | Feuille de match                   | Feuille de match | Feuille de match | Feuille de match                                                                        |
| ---------------- | ---------------------------------- | ---------------- | ---------------- | --------------------------------------------------------------------------------------- |
|                  | Slepychev (Semionov) — 19 min 57 s | 1-0              | -                | Arbitrage : Andre Schrader Maxim Sidorenko Juges de lignes : Brian Oliver Jiri Ondracek |
| Ivan Fedotov     | Gardiens                           | Reto Berra       |                  | Arbitrage : Andre Schrader Maxim Sidorenko Juges de lignes : Brian Oliver Jiri Ondracek |
| 14 min           | Pénalités                          | 10 min           |                  | Arbitrage : Andre Schrader Maxim Sidorenko Juges de lignes : Brian Oliver Jiri Ondracek |
| 30               | Tirs                               | 33               |                  | Arbitrage : Andre Schrader Maxim Sidorenko Juges de lignes : Brian Oliver Jiri Ondracek |

| 11 février 2022 | Tchéquie | 2-1 (TB) (1-1, 0-0, 0-0, 0-0, 1-0) | Suisse | Palais national omnisports de Pékin 834 spectateurs |

| Feuille de match | Feuille de match                                            | Feuille de match | Feuille de match                  | Feuille de match                                                                         |
| ---------------- | ----------------------------------------------------------- | ---------------- | --------------------------------- | ---------------------------------------------------------------------------------------- |
|                  | Smejkal (Klok, Zohorna) — 4 min 33 s - Krejci — 65 min (TB) | 1-0 1-1          | - Haas (Andrighetto) — 8 min 34 s | Arbitrage : Andris Ansons Andrew Bruggeman Juges de lignes : Gleb Lazarev Dustin McCrank |
| Simon Hrubec     | Gardiens                                                    | Leonardo Genoni  |                                   | Arbitrage : Andris Ansons Andrew Bruggeman Juges de lignes : Gleb Lazarev Dustin McCrank |
| 10 min           | Pénalités                                                   | 4 min            |                                   | Arbitrage : Andris Ansons Andrew Bruggeman Juges de lignes : Gleb Lazarev Dustin McCrank |
| 36               | Tirs                                                        | 25               |                                   | Arbitrage : Andris Ansons Andrew Bruggeman Juges de lignes : Gleb Lazarev Dustin McCrank |

| 12 février 2022 | Suisse | 3-5 (1-0, 0-3, 2-2) | Danemark | LeSports Center 620 spectateurs |

| Feuille de match | Feuille de match | Feuille de match                | Feuille de match | Feuille de match                                                                               |
| ---------------- | --- | ------------------------------- | --- | ---------------------------------------------------------------------------------------------- |
|                  | Corvi (Weber, Thürkauf) — 15 min 59 s - Loeffel (Untersander, Corvi) — 44 min 53 s (SN) Herzog (Corvi, Untersander) — 57 min 37 s - | 1-0 1-1 1-2 1-3 1-4 2-4 3-4 3-5 | - Regin (Storm, N. Jensen) — 20 min 46 s (SN) Storm (N.B. Jensen, Russell) — 21 min 7 s Bødker (Russell, Lauridsen) — 33 min 12 s Meyer (N.B. Jensen, Jakobsen) — 41 min 55 s - Storm (Russell) — 59 min 1 s (CV) | Arbitrage : Roman Gofman Kristian Vikman Juges de lignes : Andreas Malmqvist Nikita Chalaguine |
| Reto Berra       | Gardiens | Sebastian Dahm                  | | Arbitrage : Roman Gofman Kristian Vikman Juges de lignes : Andreas Malmqvist Nikita Chalaguine |
| 14 min           | Pénalités | 6 min                           | | Arbitrage : Roman Gofman Kristian Vikman Juges de lignes : Andreas Malmqvist Nikita Chalaguine |
| 31               | Tirs | 30                              | | Arbitrage : Roman Gofman Kristian Vikman Juges de lignes : Andreas Malmqvist Nikita Chalaguine |

##### Phase finale

###### Tour qualificatif
| 15 février | Tchéquie | 2-4 (1-2, 0-1, 1-1) | Suisse | Palais national omnisports 990 spectateurs |

| Feuille de match | Feuille de match                                                                 | Feuille de match        | Feuille de match | Feuille de match                                                                             |
| ---------------- | -------------------------------------------------------------------------------- | ----------------------- | --- | -------------------------------------------------------------------------------------------- |
|                  | Klok (Knot, Červenka) — 10 min 8 s - Červenka (Krejčí, Kovář) — 55 min 59 s (SN) | 1-0 1-1 1-2 1-3 1-4 2-4 | - Ambühl (Thürkauf, Corvi) — 14 min 59 s (SN) Mottet (Hollenstein, Diaz) — 15 min 12 s Malgin (Alatalo, Andrighetto) — 29 min 53 s (SN) Diaz (Andrighetto, Herzog) — 54 min 57 s - | Arbitrage : Roman Gofman Mikko Kaukokari Juges de lignes : Ludvig Lundgren Andreas Malmqvist |
| Šimon Hrubec     | Gardiens                                                                         | Leonardo Genoni         | | Arbitrage : Roman Gofman Mikko Kaukokari Juges de lignes : Ludvig Lundgren Andreas Malmqvist |
| 6 min            | Pénalités                                                                        | 4 min                   | | Arbitrage : Roman Gofman Mikko Kaukokari Juges de lignes : Ludvig Lundgren Andreas Malmqvist |
| 33               | Tirs                                                                             | 18                      | | Arbitrage : Roman Gofman Mikko Kaukokari Juges de lignes : Ludvig Lundgren Andreas Malmqvist |

###### Quart de finale
| 16 février | Finlande | 5-1 (2-0, 1-1, 2-0) | Suisse | Palais national omnisports 948 spectateurs |

| Feuille de match | Feuille de match | Feuille de match                                       | Feuille de match                            | Feuille de match                                                                    |
| ---------------- | --- | ------------------------------------------------------ | ------------------------------------------- | ----------------------------------------------------------------------------------- |
|                  | Aaltonen (Friman, Nättinen) — 8 min 37 s Lehtonen (Hietanen, Manninen) — 10 min 45 s Anttila (Björninen) — 23 min 8 s - Pakarinen (Filppula, Pesonen) — 55 min 28 s (CV) Hartikainen — 56 min 47 s (CV) | 1-0 2-0 3-0 3-1 4-1 5-1                                | - Ambühl (Corvi, Haas) — 37 min 49 s (SN) - | Arbitrage : Andris Ansons Olivier Gouin Juges de lignes : Daniel Hynek Brian Oliver |
| Harri Säteri     | Gardiens | Reto Berra (23 min 36 s) Leonardo Genoni (34 min 45 s) |                                             | Arbitrage : Andris Ansons Olivier Gouin Juges de lignes : Daniel Hynek Brian Oliver |
| 4 min            | Pénalités | 4 min                                                  |                                             | Arbitrage : Andris Ansons Olivier Gouin Juges de lignes : Daniel Hynek Brian Oliver |
| 23               | Tirs | 34                                                     |                                             | Arbitrage : Andris Ansons Olivier Gouin Juges de lignes : Daniel Hynek Brian Oliver |

#### Tournoi féminin
Le tournoi des Suissesses débute par une lourde défaite contre le Canada qui l'emporte 12-1, se poursuit par un nouveau revers 5-2 face à la Russie puis une nouvelle défaite 8-0 face aux États-Unis. Le tour préliminaire se conclut par une première victoire 3-2 contre la Finlande. En quart de finale, la Suisse prend sa revanche sur la Russie en s'imposant 4-2 grâce à deux buts en toute fin de match immédiatement après la deuxième égalisation russe. Pas de miracle en demi-finale face aux Canadiennes : les Suissesses joueront un dernier match pour la médaille de bronze.

##### Effectif
| No    | Nom               | Position  | Club                                |
| ----- | ----------------- | --------- | ----------------------------------- |
| +020, | Andrea Brändli    | Gardien   | Buckeyes d'Ohio State (en) (NCAA)   |
| +029, | Saskia Maurer     | Gardien   | Tommies de Saint-Thomas (en) (NCAA) |
| +039, | Caroline Spies    | Gardien   | EHC Basel M20 (Championnat M20)     |
| +003, | Sarah Forster     | Défenseur | AIK IF (SDHL)                       |
| +004, | Nadine Hofstetter | Défenseur | SC Reinach (SWHL A)                 |
| +009, | Shannon Sigrist   | Défenseur | Linköping HC (SDHL)                 |
| +016, | Nicole Valario    | Défenseur | Tommies de Saint-Thomas (NCAA)      |
| +017, | Lara Christen     | Défenseur | ZSC Lions (SWHL A)                  |
| +018, | Stefanie Wetli    | Défenseur | Hockey Team Indien Ladies (SWHL A)  |
| +022, | Sinja Leemann     | Défenseur | ZSC Lions (SWHL A)                  |
| +023, | Nicole Bullo      | Défenseur | HC Lugano Ladies-Team (SWHL A)      |
| +028, | Alina Marti       | Défenseur | ZSC Lions (SWHL A)                  |
| +007, | Lara Stalder      | Attaquant | Brynäs IF (SDHL)                    |
| +008, | Kaleigh Quennec   | Attaquant | Carabins de Montréal (RSEQ)         |
| +012, | Lisa Rüedi        | Attaquant | ZSC Lions (SWHL A)                  |
| +014, | Evelina Raselli   | Attaquant | Pride de Boston (LNHF)              |
| +015, | Laura Zimmermann  | Attaquant | EV Bomo Thun (SWHL A)               |
| +021, | Rahel Enzler      | Attaquant | Black Bears du Maine (en) (NCAA)    |
| +024, | Noemi Ryhner      | Attaquant | Luleå HF/MSSK (en) (SDHL)           |
| +025, | Alina Müller      | Attaquant | Huskies de Northeastern (NCAA)      |
| +026, | Dominique Rüegg   | Attaquant | ZSC Lions (SWHL A)                  |
| +071, | Lena Marie Lutz   | Attaquant | HC Lugano (SWHL A)                  |
| +088, | Phoebe Stänz      | Attaquant | Leksands IF (SDHL)                  |
| +098, | Keely Moy         | Attaquant | Crimson d'Harvard (en) (NCAA)       |

Entraîneur : Colin Muller

##### Tour préliminaire
| Clt   | Équipe     | PJ | V | VP | D | DP | BP | BC | Diff | Pts |
| ----- | ---------- | -- | - | -- | - | -- | -- | -- | ---- | --- |
| +001, | Canada     | 4  | 4 | 0  | 0 | 0  | 33 | 5  | +28  | 12  |
| +002, | États-Unis | 4  | 3 | 0  | 1 | 0  | 20 | 6  | +14  | 9   |
| +003, | Finlande   | 4  | 1 | 0  | 3 | 0  | 10 | 19 | -9   | 3   |
| +004, | ROC        | 4  | 1 | 0  | 3 | 0  | 6  | 18 | -12  | 3   |
| +005, | Suisse     | 4  | 1 | 0  | 3 | 0  | 6  | 27 | -21  | 3   |

- Quarts de finale

| 3 février 2022 | Canada | 12-1 (3-0, 5-0, 4-1) | Suisse | Palais national omnisports de Pékin 821 spectateurs |

| Feuille de match   | Feuille de match | Feuille de match                                       | Feuille de match                      | Feuille de match                                                                 |
| ------------------ | --- | ------------------------------------------------------ | ------------------------------------- | -------------------------------------------------------------------------------- |
|                    | Fillier (Spooner) — 1 min 4 s Fillier (Poulin) — 7 min 5 s Spooner (Fillier, Ambrose) — 11 min 20 s Johnston (Thompson, Turnbull) — 28 min 6 s Stacey (Bell) — 28 min 21 s Spooner (Nurse, Thompson) — 33 min 20 s (SN) Turnbull (Thompson, Johnston) — 35 min 40 s Stacey (Shelton) — 37 min 2 s Turnbull (Rattray, Spooner) — 46 min 14 s Bell (Turnbull, Johnston) — 53 min 46 s Thompson (Johnston, Nurse) — 56 min 20 s Ambrose (Spooner, Thompson) — 59 min 58 s (SN) | 1-0 2-0 3-0 4-0 5-0 6-0 7-0 8-0 9-0 9-1 10-1 11-1 12-1 | Stalder (Christen) — 48 min 30 s (SN) | Arbitrage : Daria Ermak Anna Wiegand Juges de lignes : Lisa Linnek Linnea Sainio |
| Ann-Renée Desbiens | Gardiens | Andrea Brändli                                         |                                       | Arbitrage : Daria Ermak Anna Wiegand Juges de lignes : Lisa Linnek Linnea Sainio |
| 14 min             | Pénalités | 8 min                                                  |                                       | Arbitrage : Daria Ermak Anna Wiegand Juges de lignes : Lisa Linnek Linnea Sainio |
| 70                 | Tirs | 15                                                     |                                       | Arbitrage : Daria Ermak Anna Wiegand Juges de lignes : Lisa Linnek Linnea Sainio |

| 4 février 2022 | ROC | 5-2 (2-1, 2-1, 1-0) | Suisse | Palais omnisports de la Capitale 0 spectateurs |

| Feuille de match | Feuille de match | Feuille de match            | Feuille de match                                                                     | Feuille de match                                                                              |
| ---------------- | --- | --------------------------- | ------------------------------------------------------------------------------------ | --------------------------------------------------------------------------------------------- |
|                  | Dobrodeeva (Vafina, Pavlova) — 5 min 54 s - Bolgareva (Kadirova) — 17 min 29 s - Shibanova (Pechnikova, Bratisheva) — 30 min 30 s Bolgareva (Kadirova) — 37 min 7 s Bolgareva (Vafina) — 41 min 39 s (IN) | 1-0 1-1 2-1 2-2 3-2 4-2 5-2 | - Stalder (Christen, Müller) — 17 min 16 s (SN) - Müller (Ryhner) — 26 min 57 s (IN) | Arbitrage : Cianna Lieffers Elizabeth Mantha Juges de lignes : Kendall Hanley Jackie Spresser |
| Maria Sorokina   | Gardiens | Andrea Brändli              |                                                                                      | Arbitrage : Cianna Lieffers Elizabeth Mantha Juges de lignes : Kendall Hanley Jackie Spresser |
| 10 min           | Pénalités | 6 min                       |                                                                                      | Arbitrage : Cianna Lieffers Elizabeth Mantha Juges de lignes : Kendall Hanley Jackie Spresser |
| 31               | Tirs | 30                          |                                                                                      | Arbitrage : Cianna Lieffers Elizabeth Mantha Juges de lignes : Kendall Hanley Jackie Spresser |

| 6 février 2022 | Suisse | 0-8 (0-5, 0-2, 0-1) | États-Unis | Palais omnisports de Wukesong 545 spectateurs |

| Feuille de match                               | Feuille de match | Feuille de match                | Feuille de match | Feuille de match                                                                |
| ---------------------------------------------- | ---------------- | ------------------------------- | --- | ------------------------------------------------------------------------------- |
|                                                | - -              | 0-1 0-2 0-3 0-4 0-5 0-6 0-7 0-8 | Knight (Brandt, Keller) — 5 min 40 s Compher (Scamurra, Bozek) — 14 min 4 s Knight — 14 min 13 s Pannek — 16 min 15 s Kessel (Dunne, Barnes) — 19 min 38 s Pannek (Kessel, Carpenter) — 22 min 11 s Compher (Bozek, Dunne) — 37 min 12 s Cameranesi (Pannek, Barnes) — 57 min 29 s | Arbitrage : Maria Furberg Lacey Senuk Juges de lignes : Alex Clarke Sara Strong |
| Saskia Maurer (20 min) Andrea Brändli (40 min) | Gardiens         | Alex Cavallini                  | | Arbitrage : Maria Furberg Lacey Senuk Juges de lignes : Alex Clarke Sara Strong |
| 6 min                                          | Pénalités        | 2 min                           | | Arbitrage : Maria Furberg Lacey Senuk Juges de lignes : Alex Clarke Sara Strong |
| 8                                              | Tirs             | 46                              | | Arbitrage : Maria Furberg Lacey Senuk Juges de lignes : Alex Clarke Sara Strong |

| 7 février 2022 | Suisse | 3-2 (1-1, 1-1, 1-0) | Finlande | Palais national omnisports de Pékin 742 spectateurs |

| Feuille de match | Feuille de match | Feuille de match    | Feuille de match                                                                             | Feuille de match                                                                            |
| ---------------- | --- | ------------------- | -------------------------------------------------------------------------------------------- | ------------------------------------------------------------------------------------------- |
|                  | Christen (Müller, Stalder) — 11 min 52 s - Rüegg (Müller, Leemann) — 30 min Stalder (Müller, Sigrist) — 41 min 21 s - | 1-0 1-1 2-1 3-1 3-2 | - Laitinen (Savolainen, Tuominen) — 27 min 49 s - Holopainen (Vainikka, Tulus) — 50 min 11 s | Arbitrage : Cianna Lieffers Elizabeth Mantha Juges de lignes : Kendall Hanley Diana Mokhova |
| Andrea Brändli   | Gardiens | Anni Keisala        |                                                                                              | Arbitrage : Cianna Lieffers Elizabeth Mantha Juges de lignes : Kendall Hanley Diana Mokhova |
| 6 min            | Pénalités | 14 min              |                                                                                              | Arbitrage : Cianna Lieffers Elizabeth Mantha Juges de lignes : Kendall Hanley Diana Mokhova |
| 24               | Tirs | 40                  |                                                                                              | Arbitrage : Cianna Lieffers Elizabeth Mantha Juges de lignes : Kendall Hanley Diana Mokhova |

##### Phase finale

###### Quart de finale
| 12 février 2022 | ROC | 2-4 (0-0, 1-1, 1-3) | Suisse | Palais omnisports de Wukesong 670 spectateurs |

| Feuille de match    | Feuille de match                                                                                    | Feuille de match        | Feuille de match | Feuille de match                                                                    |
| ------------------- | --------------------------------------------------------------------------------------------------- | ----------------------- | --- | ----------------------------------------------------------------------------------- |
|                     | - Savonina (Chokhina, Korjakova) — 37 min 38 s - Kadirova (Loutchnikova, Provorova) — 56 min 53 s - | 0-1 1-1 1-2 2-2 2-3 2-4 | Staenz (Müller, Stalder) — 34 min 31 s - Rüegg (Moy, Vallario) — 47 min 31 s - Müller (Stalder) — 57 min 23 s Müller — 59 min 58 s | Arbitrage : Kelly Cooke Chelsea Rapin Juges de lignes : Jenni Heikkinen Sara Strong |
| Valeria Merkoucheva | Gardiens                                                                                            | Andrea Brändli          | | Arbitrage : Kelly Cooke Chelsea Rapin Juges de lignes : Jenni Heikkinen Sara Strong |
| 4 min               | Pénalités                                                                                           | 6 min                   | | Arbitrage : Kelly Cooke Chelsea Rapin Juges de lignes : Jenni Heikkinen Sara Strong |
| 24                  | Tirs                                                                                                | 36                      | | Arbitrage : Kelly Cooke Chelsea Rapin Juges de lignes : Jenni Heikkinen Sara Strong |

###### Demi-finale
| 14 février 2022 | Canada | 10-3 (5-1, 3-2, 3-0) | Suisse | Palais omnisports de Wukesong 645 spectateurs |

| Feuille de match   | Feuille de match | Feuille de match                                        | Feuille de match                                                                               | Feuille de match                                                                          |
| ------------------ | --- | ------------------------------------------------------- | ---------------------------------------------------------------------------------------------- | ----------------------------------------------------------------------------------------- |
|                    | Thompson (Johnston) — 7 min 16 s Rattray (Ambrose, Fillier) — 8 min 28 s Turnbull (Thompson, Johnston) — 9 min 4 s Fast (Nurse, Jenner) — 9 min 21 s Ambrose (Daoust, Spooner) — 10 min 40 s - Poulin (Nurse) — 27 min 52 s Clark (Johnston, Turnbull) — 28 min 3 s - Poulin (Nurse, Thompson) — 33 min 27 s Maltais (Stacey, Saulnier) — 43 min 13 s Jenner (Nurse) — 58 min 11 s | 1-0 2-0 3-0 4-0 5-0 5-1 5-2 6-2 7-2 7-3 8-3 9-3 10-3    | - Stalder (Müller) — 18 min 37 s (SN) Müller (Stalder) — 24 min 59 s - Stalder — 29 min 44 s - | Arbitrage : Anniina Nurmi Chelsea Rapin Juges de lignes : Jenni Heikkinen Jackie Spresser |
| Ann-Renée Desbiens | Gardiens | Saskia Maurer (50 min 39 s) Andrea Brändli (9 min 21 s) |                                                                                                | Arbitrage : Anniina Nurmi Chelsea Rapin Juges de lignes : Jenni Heikkinen Jackie Spresser |
| 8 min              | Pénalités | 4 min                                                   |                                                                                                | Arbitrage : Anniina Nurmi Chelsea Rapin Juges de lignes : Jenni Heikkinen Jackie Spresser |
| 61                 | Tirs | 13                                                      |                                                                                                | Arbitrage : Anniina Nurmi Chelsea Rapin Juges de lignes : Jenni Heikkinen Jackie Spresser |

###### Match pour la troisième place
| 16 février | Finlande | 4-0 (1-0, 0-0, 3-0) | Suisse | Palais omnisports de Wukesong 724 spectateurs |

| Feuille de match | Feuille de match | Feuille de match | Feuille de match | Feuille de match                                                                   |
| ---------------- | --- | ---------------- | ---------------- | ---------------------------------------------------------------------------------- |
|                  | Vainikka (Tulus, Holopainen) — 11 min 38 s Tapani — 43 min 24 s (IN) Laitinen (Holopainen, Savolainen) — 54 min 24 s (SN) Karvinen (Nieminen, Hiirikoski) — 59 min 3 s (SN) | 1-0 2-0 3-0 4-0  | -                | Arbitrage : Elizabeth Mantha Lacey Senuk Juges de lignes : Alex Clarke Sara Strong |
| Anni Keisala     | Gardiens | Andrea Brändli   |                  | Arbitrage : Elizabeth Mantha Lacey Senuk Juges de lignes : Alex Clarke Sara Strong |
| 8 min            | Pénalités | 8 min            |                  | Arbitrage : Elizabeth Mantha Lacey Senuk Juges de lignes : Alex Clarke Sara Strong |
| 47               | Tirs | 15               |                  | Arbitrage : Elizabeth Mantha Lacey Senuk Juges de lignes : Alex Clarke Sara Strong |

### Luge
| Athlète           | Épreuve   | Manche 1  | Manche 1 | Manche 2  | Manche 2 | Manche 3  | Manche 3 | Manche 4  | Manche 4 | Total          | Total |
| Athlète           | Épreuve   | Temps (s) | Rang     | Temps (s) | Rang     | Temps (s) | Rang     | Temps (s) | Rang     | Temps (s)      | Rang  |
| ----------------- | --------- | --------- | -------- | --------- | -------- | --------- | -------- | --------- | -------- | -------------- | ----- |
| Natalie Maag (de) | Monoplace | 59 s 018  | 11e      | 59 s 117  | 13e      | 58 s 913  | 14e      | 58 s 892  | 10e      | 3 min 55 s 940 | 9e    |

### Patinage artistique
| Athlète         | Épreuve | Programme court | Programme court | Programme libre | Programme libre | Total  | Total |
| Athlète         | Épreuve | Points          | Rang            | Points          | Rang            | Points | Rang  |
| --------------- | ------- | --------------- | --------------- | --------------- | --------------- | ------ | ----- |
| Lukas Britschgi | Hommes  | 76,16           | 24e             | 136,43          | 23e             | 212,58 | 23e   |

| Athlète         | Épreuve | Programme court | Programme court | Programme libre | Programme libre | Total  | Total |
| Athlète         | Épreuve | Points          | Rang            | Points          | Rang            | Points | Rang  |
| --------------- | ------- | --------------- | --------------- | --------------- | --------------- | ------ | ----- |
| Alexia Paganini | Femmes  | 61,06           | 19e             | 107,85          | 22e             | 168,91 | 22e   |

### Patinage de vitesse
| Athlète      | Épreuves     | Demi-finale             | Demi-finale | Finale                 | Finale |
| Athlète      | Épreuves     | Temps                   | Rang        | Temps                  | Rang   |
| ------------ | ------------ | ----------------------- | ----------- | ---------------------- | ------ |
| Livio Wenger | 5 000 mètres | NC                      | NC          | 6 min 27 s 01          | 18e    |
| Livio Wenger | Mass start   | 7 min 44 s 08 20 points | D2 : 3e Q   | 7 min 47 s 86 4 points | 7e     |

| Athlète           | Épreuves   | Demi-finales          | Demi-finales | Finale        | Finale        |
| Athlète           | Épreuves   | Temps                 | Rang         | Temps         | Rang          |
| ----------------- | ---------- | --------------------- | ------------ | ------------- | ------------- |
| Nadja Wenger (nl) | Mass start | 8 min 31 s 50 0 point | D1 : 10e     | Non-qualifiée | Non-qualifiée |

### Saut à ski
Dans le concours du petit tremplin, les quatre Suisses en lice passent le cap des qualifications mais seuls Deschwanden et Ammann parviennent en manche finale, sans toutefois pouvoir espérer obtenir une médaille.
| Athlète                                                     | Épreuve             | Qualification | Qualification | Qualification | Première manche                 | Première manche            | Première manche | Manche finale                   | Manche finale                 | Manche finale | Total                         | Total        |
| Athlète                                                     | Épreuve             | Distance      | Points        | Rang          | Distance                        | Points                     | Rang            | Distance                        | Points                        | Rang          | Points                        | Rang         |
| ----------------------------------------------------------- | ------------------- | ------------- | ------------- | ------------- | ------------------------------- | -------------------------- | --------------- | ------------------------------- | ----------------------------- | ------------- | ----------------------------- | ------------ |
| Simon Ammann                                                | Tremplin normal     | 96,0 m        | 100,4         | 12e Q         | 101,0 m                         | 123,7                      | 24e Q           | 97,0 m                          | 115,8                         | 24e           | 239,5                         | 25e          |
| Gregor Deschwanden                                          | Tremplin normal     | 96,5 m        | 106,4         | 7e Q          | 99,5 m                          | 127,6                      | 20e Q           | 99,0 m                          | 123,2                         | 16e           | 250,8                         | 17e          |
| Killian Peier                                               | Tremplin normal     | 93,0 m        | 92,8          | 20e Q         | 90,5 m                          | 114,6                      | 37e             | Non-qualifié                    | Non-qualifié                  | Non-qualifié  | Non-qualifié                  | Non-qualifié |
| Dominik Peter                                               | Tremplin normal     | 91,5 m        | 88,9          | 25e Q         | 95,5 m                          | 116,0                      | 35e             | Non-qualifié                    | Non-qualifié                  | Non-qualifié  | Non-qualifié                  | Non-qualifié |
| Simon Ammann                                                | Grand tremplin      | 121,5 m       | 109,9         | 24e Q         | 131,5 m                         | 122,4                      | 27e Q           | 132,5 m                         | 129,0                         | 20e           | 251,4                         | 25e          |
| Gregor Deschwanden                                          | Grand tremplin      | 119,0 m       | 104,8         | 29e Q         | 132,0 m                         | 127,8                      | 20e Q           | 131,5 m                         | 126,4                         | 24e           | 254,2                         | 22e          |
| Killian Peier                                               | Grand tremplin      | 113,5 m       | 94,8          | 39e Q         | 130 m                           | 123,5                      | 26e Q           | 129,0 m                         | 122,0                         | 27e           | 245,5                         | 27e          |
| Dominik Peter                                               | Grand tremplin      | 115,0 m       | 98,4          | 34e Q         | 126,0 m                         | 114,3                      | 36e             | Non-qualifié                    | Non-qualifié                  | Non-qualifié  | Non-qualifié                  | Non-qualifié |
| Simon Ammann Gregor Deschwanden Killian Peier Dominik Peter | Épreuve par équipes | NC            | NC            | NC            | 112,0 m 122,0 m 116,0 m 118,5 m | 367,0 87,7 103,6 87,5 88,2 | 8es Q           | 119,0 m 123,5 m 121,5 m 124,0 m | 424,5 103,4 110,6 104,9 105,6 | 7es           | 791,5 191,1 214,2 192,4 193,8 | 8es          |

### Skeleton
| Athlète      | Manche 1     | Manche 1 | Manche 2     | Manche 2 | Manche 3     | Manche 3 | Manche 4     | Manche 4     | Total        | Total |
| Athlète      | Temps        | Rang     | Temps        | Rang     | Temps        | Rang     | Temps        | Rang         | Temps        | Rang  |
| ------------ | ------------ | -------- | ------------ | -------- | ------------ | -------- | ------------ | ------------ | ------------ | ----- |
| Basil Sieber | 1 min 1 s 95 | 21e      | 1 min 0 s 16 | 22e      | 1 min 2 s 72 | 25e      | Non-qualifié | Non-qualifié | 3 min 6 s 83 | 22e   |

### Ski acrobatique

#### Hommes
| Athlète         | Qualification | Qualification | Qualification | Qualification               | Qualification | Finale       | Finale       | Finale       | Finale                      | Finale       |
| Athlète         | Manche 1      | Manche 2      | Manche 3      | Addition des deux meilleurs | Rang          | Manche 1     | Manche 2     | Manche 3     | Addition des deux meilleurs | Rang         |
| --------------- | ------------- | ------------- | ------------- | --------------------------- | ------------- | ------------ | ------------ | ------------ | --------------------------- | ------------ |
| Fabian Bösch    | 81,00         | 80,75         | 22,50         | 161,75                      | 17e           | Non-qualifié | Non-qualifié | Non-qualifié | Non-qualifié                | Non-qualifié |
| Kim Gubser      | 15,25         | 79,75         | 41,50         | 121,25                      | 23e           | Non-qualifié | Non-qualifié | Non-qualifié | Non-qualifié                | Non-qualifié |
| Andri Ragettli  | 89,75         | 78,00         | 20,75         | 167,75                      | 14e           | Non-qualifié | Non-qualifié | Non-qualifié | Non-qualifié                | Non-qualifié |
| Colin Wili (de) | 77,50         | 18,75         | 20,75         | 98,25                       | 25e           | Non-qualifié | Non-qualifié | Non-qualifié | Non-qualifié                | Non-qualifié |

| Athlète    | Qualification | Qualification | Qualification | Qualification | Qualification | Qualification | Finale   | Finale   | Finale   | Finale       | Finale       | Finale       | Finale       | Finale       | Finale       |
| Athlète    | Course 1      | Course 1      | Course 1      | Course 2      | Course 2      | Course 2      | Finale 1 | Finale 1 | Finale 1 | Finale 2     | Finale 2     | Finale 2     | Finale 3     | Finale 3     | Finale 3     |
| Athlète    | Temps         | Points        | Rang          | Temps         | Points        | Rang          | Temps    | Points   | Rang     | Temps        | Points       | Rang         | Temps        | Points       | Rang         |
| ---------- | ------------- | ------------- | ------------- | ------------- | ------------- | ------------- | -------- | -------- | -------- | ------------ | ------------ | ------------ | ------------ | ------------ | ------------ |
| Marco Tadé | 25 s 03       | 74,48         | 15e           | 25 s 23       | 70,45         | 10e Q         | 24 s 48  | 74,71    | 18e      | Non-qualifié | Non-qualifié | Non-qualifié | Non-qualifié | Non-qualifié | Non-qualifié |

| Athlète                | Qualification | Qualification | Qualification | Qualification | Finale       | Finale       | Finale       | Finale       | Finale       |
| Athlète                | Manche 1      | Manche 2      | Meilleure     | Rang          | Manche 1     | Manche 2     | Manche 3     | Meilleure    | Rang         |
| ---------------------- | ------------- | ------------- | ------------- | ------------- | ------------ | ------------ | ------------ | ------------ | ------------ |
| Rafael Kreienbühl (en) | 60,50         | 4,00          | 60,50         | 15e           | Non-qualifié | Non-qualifié | Non-qualifié | Non-qualifié | Non-qualifié |
| Robin Briguet          | 72,25         | 3,00          | 72,25         | 11e Q         | 21,75        | 6,75         | 3,00         | 21,75        | 12e          |

| Athlète       | Qualification | Qualification | Qualification | Qualification | Qualification | Finale       | Finale       | Finale       | Finale       | Finale       | Finale       |
| Athlète       | Saut 1        | Saut 1        | Saut 2        | Saut 2        | Saut 2        | Finale 1     | Finale 1     | Finale 1     | Finale 1     | Finale 2     | Finale 2     |
| Athlète       | Points        | Rang          | Points        | Meilleur      | Rang          | Saut 1       | Saut 2       | Meilleur     | Rang         | Points       | Rang         |
| ------------- | ------------- | ------------- | ------------- | ------------- | ------------- | ------------ | ------------ | ------------ | ------------ | ------------ | ------------ |
| Nicolas Gygax | 101,77        | 20e           | 103,62        | 103,62        | 18e           | Non-qualifié | Non-qualifié | Non-qualifié | Non-qualifié | Non-qualifié | Non-qualifié |
| Noé Roth      | 123,08        | 3e Q          | NC            | NC            | NC            | 122,13       | 110,14       | 122,13       | 8e           | Non-qualifié | Non-qualifié |
| Pirmin Werner | 112,22        | 14e           | 123,45        | 123,45        | 2e Q          | 126,24       | 114,93       | 126,24       | 2e Q         | 111,50       | 4e           |

| Athlète            | Qualification | Qualification | 8es de finale | Quarts de finale | Demi-finale | Finale   | Rang final                         |
| Athlète            | Temps         | Rang          | Rang          | Rang             | Rang        | Rang     | Rang final                         |
| ------------------ | ------------- | ------------- | ------------- | ---------------- | ----------- | -------- | ---------------------------------- |
| Joos Berry (de)    | 1 min 13 s 43 | 21e           | H3 : 2e Q     | Q2 : 4e          | Éliminé     | Éliminé  | 16e                                |
| Romain Détraz (de) | 1 min 13 s 69 | 27e           | H6 : 3e       | Éliminé          | Éliminé     | Éliminé  | 24e                                |
| Alexander Fiva     | 1 min 11 s 94 | 1er           | H1 : 1er Q    | Q1 : 1er Q       | D1 : 1er FA | FA : 2e  | Médaille d'argent, Jeux olympiques |
| Ryan Regez         | 1 min 12 s 44 | 7e            | H7 : 1er Q    | Q4 : 1er Q       | D2 : 2e FA  | FA : 1er | Médaille d'or, Jeux olympiques     |

Légende : Q - Qualifié pour la phase suivante ; FA – Qualifié pour la finale A ; FB – Qualifié pour la finale B (places 5 à 8)
| Athlète        | Qualification | Qualification | Qualification | Qualification | Finale       | Finale       | Finale       | Finale       | Finale       |
| Athlète        | Manche 1      | Manche 2      | Meilleure     | Rang          | Manche 1     | Manche 2     | Manche 3     | Meilleure    | Rang         |
| -------------- | ------------- | ------------- | ------------- | ------------- | ------------ | ------------ | ------------ | ------------ | ------------ |
| Fabian Bösch   | 53,83         | 74,53         | 74,53         | 10e Q         | 78,05        | 51,46        | 13,98        | 78,05        | 6e           |
| Kim Gubser     | 76,71         | DNS           | 76,71         | 8e Q          | DNS          | DNS          | DNS          | DNS          | DNS          |
| Andri Ragettli | 76,98         | 85,08         | 85,08         | 1er Q         | 78,20        | 83,50        | 33,95        | 83,50        | 4e           |
| Colin Wili     | 54,45         | 38,03         | 54,45         | 19e           | Non-qualifié | Non-qualifié | Non-qualifié | Non-qualifié | Non-qualifié |

#### Femmes
Initialement sélectionnées, les skieuses freestyles Giulia Tanno et Carol Bouvard doivent renoncer pour cause de blessures. La première n'est pas remplacée alors que la deuxième l'est par Alexandra Bär,.
Mathilde Gremaud est d'abord médaillée de bronze en Big Air puis devient championne olympique de slopestyle. A 22 ans, elle a déjà remporté 3 médailles olympiques avec celle d'argent en slopestyle à Pyeongchang en 2018.
En ski cross, au terme d'une finale fort disputée, la suédoise Sandra Näslund (championne du monde en titre) remporte son premier titre olympique. Le jury suspend sa décision pour le classement des autres skieuses. Alors que l'ensemble des observateurs pensent que la canadienne Marielle Thompson, qui a terminé deuxième, va être déclassée pour avoir poussé du bras droit la suissesse Fanny Smith, le jury décide de déclasser Fanny Smith (qui avait terminé troisième) pour avoir touché avec son ski, celui de Daniela Maier (pour éviter Marielle Thompson). Cette dernière conserve sa seconde place et la médaille de bronze revient dans un premier temps à l'allemande Daniela Maier. Les athlètes et l'entraîneur de l'équipe suisse ont de la peine à comprendre cette décision et Fanny Smith se décide à déposer un protêt auprès de la commission disciplinaire de la FIS. Neuf jours plus tard la médaille de bronze lui est restituée au détriment de Daniela Maier.
| Athlète          | Qualification | Qualification | Qualification | Qualification               | Qualification | Finale   | Finale   | Finale   | Finale                      | Finale                              |
| Athlète          | Manche 1      | Manche 2      | Manche 3      | Addition des deux meilleurs | Rang          | Manche 1 | Manche 2 | Manche 3 | Addition des deux meilleurs | Rang                                |
| ---------------- | ------------- | ------------- | ------------- | --------------------------- | ------------- | -------- | -------- | -------- | --------------------------- | ----------------------------------- |
| Mathilde Gremaud | 88,25         | 71,00         | 33,75         | 159,25                      | 6e Q          | 89,25    | 93,25    | 26,00    | 182,50                      | Médaille de bronze, Jeux olympiques |
| Sarah Höfflin    | 85,50         | 42,75         | 64,00         | 149,50                      | 9e Q          | 82,50    | 53,00    | 76,25    | 158,75                      | 6e                                  |

| Athlète       | Qualification | Qualification | Qualification | Qualification | Qualification | Finale       | Finale       | Finale       | Finale       | Finale       | Finale       |
| Athlète       | Saut 1        | Saut 1        | Saut 2        | Saut 2        | Saut 2        | Finale 1     | Finale 1     | Finale 1     | Finale 1     | Finale 2     | Finale 2     |
| Athlète       | Points        | Rang          | Points        | Meilleur      | Rang          | Saut 1       | Saut 2       | Meilleur     | Rang         | Points       | Rang         |
| ------------- | ------------- | ------------- | ------------- | ------------- | ------------- | ------------ | ------------ | ------------ | ------------ | ------------ | ------------ |
| Alexandra Bär | 67,72         | 21e           | 56,26         | 67,72         | 17e           | Non-qualifié | Non-qualifié | Non-qualifié | Non-qualifié | Non-qualifié | Non-qualifié |

| Athlète           | Qualification | Qualification | 8es de finale | Quarts de finale | Demi-finale | Finale   | Rang final                          |
| Athlète           | Temps         | Rang          | Rang          | Rang             | Rang        | Rang     | Rang final                          |
| ----------------- | ------------- | ------------- | ------------- | ---------------- | ----------- | -------- | ----------------------------------- |
| Talina Gantenbein | 1 min 18 s 31 | 9e            | H2 : 2e Q     | Q1 : 3e          | Éliminée    | Éliminée | 9e                                  |
| Saskja Lack (de)  | 1 min 19 s 21 | 13e           | H4 : 3e       | Éliminée         | Éliminée    | Éliminée | 18e                                 |
| Fanny Smith       | 1 min 17 s 06 | 2e            | H8 : 1re Q    | Q4 : 1re Q       | D2 : 2e FA  | FA : 3e  | Médaille de bronze, Jeux olympiques |

Légende : Q - Qualifiée pour la phase suivante ; FA – Qualifiée pour la finale A ; FB – Qualifiée pour la finale B (places 5 à 8)
| Athlète          | Qualification | Qualification | Qualification | Qualification | Finale        | Finale        | Finale        | Finale        | Finale                         |
| Athlète          | Manche 1      | Manche 2      | Meilleure     | Rang          | Manche 1      | Manche 2      | Manche 3      | Meilleure     | Rang                           |
| ---------------- | ------------- | ------------- | ------------- | ------------- | ------------- | ------------- | ------------- | ------------- | ------------------------------ |
| Mathilde Gremaud | 39,41         | 63,46         | 63,46         | 12e           | 1,10          | 86,56         | 46,96         | 86,56         | Médaille d'or, Jeux olympiques |
| Sarah Höfflin    | 35,38         | 48,96         | 48,96         | 20e           | Non-qualifiée | Non-qualifiée | Non-qualifiée | Non-qualifiée | Non-qualifiée                  |

#### Mixte
| Athlètes                             | Finale 1            | Finale 1 | Finale 1 | Finale 2            | Finale 2 | Finale 2 |
| Athlètes                             | Points              | Total    | Rang     | Points              | Total    | Rang     |
| ------------------------------------ | ------------------- | -------- | -------- | ------------------- | -------- | -------- |
| Alexandra Bär Pirmin Werner Noé Roth | 65,83 128,00 106,79 | 300,62   | 4es      | 57,01 109,00 110,00 | 276,01   | 4es      |

### Ski alpin
Beat Feuz remporte à 34 ans le seul titre qui manquait à son palmarès de descendeur alors que Marco Odermatt prend une septième place prometteuse en vue du Super G et du géant.
Lara Gut-Behrami obtient le bronze en géant, sa deuxième médaille olympique après celle de Sotchi en 2014. Wendy Holdener et Michelle Gisin finissent dans le top10 mais sont davantage attendues dans d'autres disciplines.
En Super G, Marco Odermatt possède 16 centièmes d'avance sur le médaillé d'or Matthias Mayer au dernier temps intermédiaire mais se fait éjecter de la piste au moment d'aborder la section finale. Beat Feuz est éliminé dès le début de sa course.
En slalom, Michelle Gisin (2ème) et Wendy Holdener (5ème) peuvent encore espérer la médaille d'or après la manche initiale mais la première termine finalement à la sixième place et la seconde doit se contenter du bronze. Les jeunes Camille Rast et Aline Danioth figurent également dans le Top10.
Dans le combiné, Luca Aerni (champion du monde en 2017) et Loïc Meillard (médaillé de bronze aux Mondiaux de 2021) font partie des grands favoris mais sont tous deux éliminés lors du slalom. Justin Murisier termine 4ème à 18 centième du podium. La descente est marquée par la violente chute de Yannick Chabloz qui disputait sa première course olympique.
Lara Gut-Behrami remporte la médaille d'or en Super G et entre dans le club très fermé des skieuses à la fois championne olympique, championne du monde et gagnante d'un grand globe de Coupe du monde. Michelle Gisin obtient une médaille de bronze qui la console de sa déception du slalom alors que Corinne Suter échoue au-delà du Top10.
Marco Odermatt, grand favori au vu de sa domination sur la discipline cette saison, remporte la médaille d'or en géant. Gino Caviezel prend la 7ème place alors que Loïc Meillard et Justin Murisier sont éliminés dès la première manche.
De retour en forme depuis le début de l'année, Corinne Suter remporte la descente olympique après avoir été championne du monde en 2021. Joana Hählen, qui n'a obtenu sa place que lors du dernier entraînement, finit à la 6ème place.
En slalom, Loïc Meillard échoue à la 5ème place à 1 dixième du podium après avoir réussi une bonne première manche. Daniel Yule et Luca Aerni, attardés sur le premier tracé, réalisent respectivement le deuxième et le troisième temps en seconde et finissent 6ème (à 16 centièmes du podium) et 14ème. Ramon Zenhäusern, médaillé d'argent en 2018, doit se contenter de la 12ème place.
En combiné, doublé suisse grâce à Michelle Gisin (qui conserve son titre) et Wendy Holdener qui rattrapent en slalom le retard pris après la descente.
| Athlète          | Épreuve      | Manche 1                                 | Manche 1                                 | Manche 2                                 | Manche 2                                 | Total                                    | Total                                    |
| Athlète          | Épreuve      | Temps                                    | Rang                                     | Temps                                    | Rang                                     | Temps                                    | Rang                                     |
| ---------------- | ------------ | ---------------------------------------- | ---------------------------------------- | ---------------------------------------- | ---------------------------------------- | ---------------------------------------- | ---------------------------------------- |
| Luca Aerni       | Slalom       | 55 s 63                                  | 19e                                      | 50 s 20                                  | 3e                                       | 1 min 45 s 83                            | 14e                                      |
| Luca Aerni       | Combiné      | 1 min 47 s 03                            | 20e                                      | DNF                                      | DNF                                      | DNF                                      | DNF                                      |
| Gino Caviezel    | Super G      | NC                                       | NC                                       | NC                                       | NC                                       | 1 min 21 s 76                            | 16e                                      |
| Gino Caviezel    | Slalom géant | 1 min 3 s 90                             | 10e                                      | 1 min 7 s 30                             | 6e                                       | 2 min 11 s 20                            | 7e                                       |
| Yannick Chabloz  | Descente     | Non retenu après les sélections internes | Non retenu après les sélections internes | Non retenu après les sélections internes | Non retenu après les sélections internes | Non retenu après les sélections internes | Non retenu après les sélections internes |
| Yannick Chabloz  | Combiné      | DNF                                      | DNF                                      | DNF                                      | DNF                                      | DNF                                      | DNF                                      |
| Beat Feuz        | Descente     | NC                                       | NC                                       | NC                                       | NC                                       | 1 min 42 s 69                            | Médaille d'or, Jeux olympiques           |
| Beat Feuz        | Super G      | NC                                       | NC                                       | NC                                       | NC                                       | DNF                                      | DNF                                      |
| Niels Hintermann | Descente     | NC                                       | NC                                       | NC                                       | NC                                       | 1 min 44 s 08                            | 16e                                      |
| Loïc Meillard    | Slalom géant | DNF                                      | DNF                                      | DNF                                      | DNF                                      | DNF                                      | DNF                                      |
| Loïc Meillard    | Slalom       | 54 s 22                                  | 4e                                       | 50 s 67                                  | 10e                                      | 1 min 44 s 89                            | 5e                                       |
| Loïc Meillard    | Combiné      | 1 min 45 s 91                            | 17e                                      | DNF                                      | DNF                                      | DNF                                      | DNF                                      |
| Justin Murisier  | Slalom géant | DNF                                      | DNF                                      | DNF                                      | DNF                                      | DNF                                      | DNF                                      |
| Justin Murisier  | Combiné      | 1 min 44 s 14                            | 6e                                       | 48 s 15                                  | 3e                                       | 2 min 32 s 29                            | 4e                                       |
| Marco Odermatt   | Descente     | NC                                       | NC                                       | NC                                       | NC                                       | 1 min 43 s 40                            | 7e                                       |
| Marco Odermatt   | Super G      | NC                                       | NC                                       | NC                                       | NC                                       | DNF                                      | DNF                                      |
| Marco Odermatt   | Slalom géant | 1 min 2 s 93                             | 1er                                      | 1 min 6 s 42                             | 2e                                       | 2 min 9 s 35                             | Médaille d'or, Jeux olympiques           |
| Stefan Rogentin  | Descente     | NC                                       | NC                                       | NC                                       | NC                                       | 1 min 44 s 95                            | 25e                                      |
| Stefan Rogentin  | Super G      | NC                                       | NC                                       | NC                                       | NC                                       | 1 min 21 s 57                            | 14e                                      |
| Daniel Yule      | Slalom       | 55 s 06                                  | 13e                                      | 49 s 89                                  | 2e                                       | 1 min 44 s 95                            | 6e                                       |
| Ramon Zenhäusern | Slalom       | 54 s 72                                  | 11e                                      | 50 s 75                                  | 11e                                      | 1 min 45 s 47                            | 12e                                      |

| Athlète            | Épreuve      | Manche 1                                  | Manche 1                                  | Manche 2                                  | Manche 2                                  | Total                                     | Total                                     |
| Athlète            | Épreuve      | Temps                                     | Rang                                      | Temps                                     | Rang                                      | Temps                                     | Rang                                      |
| ------------------ | ------------ | ----------------------------------------- | ----------------------------------------- | ----------------------------------------- | ----------------------------------------- | ----------------------------------------- | ----------------------------------------- |
| Aline Danioth      | Slalom       | 53 s 66                                   | 13e                                       | 52 s 98                                   | 8e                                        | 1 min 46 s 64                             | 10e                                       |
| Andrea Ellenberger | Slalom géant | Non retenue après les sélections internes | Non retenue après les sélections internes | Non retenue après les sélections internes | Non retenue après les sélections internes | Non retenue après les sélections internes | Non retenue après les sélections internes |
| Jasmine Flury      | Descente     | NC                                        | NC                                        | NC                                        | NC                                        | 1 min 34 s 00                             | 15e                                       |
| Jasmine Flury      | Super G      | NC                                        | NC                                        | NC                                        | NC                                        | 1 min 14 s 43                             | 12e                                       |
| Michelle Gisin     | Super G      | NC                                        | NC                                        | NC                                        | NC                                        | 1 min 13 s 81                             | Médaille de bronze, Jeux olympiques       |
| Michelle Gisin     | Slalom géant | 59 s 19                                   | 9e                                        | 58 s 36                                   | 9e                                        | 1 min 57 s 55                             | 10e                                       |
| Michelle Gisin     | Slalom       | 52 s 20                                   | 2e                                        | 53 s 38                                   | 18e                                       | 1 min 45 s 58                             | 6e                                        |
| Michelle Gisin     | Combiné      | 1 min 33 s 42                             | 12e                                       | 52 s 25                                   | 1re                                       | 2 min 25 s 67                             | Médaille d'or, Jeux olympiques            |
| Lara Gut-Behrami   | Descente     | NC                                        | NC                                        | NC                                        | NC                                        | 1 min 34 s 03                             | 16e                                       |
| Lara Gut-Behrami   | Super G      | NC                                        | NC                                        | NC                                        | NC                                        | 1 min 13 s 51                             | Médaille d'or, Jeux olympiques            |
| Lara Gut-Behrami   | Slalom géant | 59 s 07                                   | 8e                                        | 57 s 34                                   | 1re                                       | 1 min 56 s 41                             | Médaille de bronze, Jeux olympiques       |
| Joana Hählen       | Descente     | NC                                        | NC                                        | NC                                        | NC                                        | 1 min 33 s 16                             | 6e                                        |
| Wendy Holdener     | Slalom géant | 59 s 21                                   | 10e                                       | 58 s 11                                   | 7e                                        | 1 min 57 s 32                             | 9e                                        |
| Wendy Holdener     | Slalom       | 52 s 65                                   | 5e                                        | 52 s 45                                   | 4e                                        | 1 min 45 s 10                             | Médaille de bronze, Jeux olympiques       |
| Wendy Holdener     | Combiné      | 1 min 33 s 41                             | 11e                                       | 53 s 31                                   | 3e                                        | 2 min 26 s 72                             | Médaille d'argent, Jeux olympiques        |
| Noémie Kolly       | Descente     | Non retenue après les sélections internes | Non retenue après les sélections internes | Non retenue après les sélections internes | Non retenue après les sélections internes | Non retenue après les sélections internes | Non retenue après les sélections internes |
| Priska Nufer       | Combiné      | 1 min 33 s 15                             | 10e                                       | DNF                                       | DNF                                       | DNF                                       | DNF                                       |
| Camille Rast       | Slalom géant | 59 s 29                                   | 12e                                       | 59 s 14                                   | 20e                                       | 1 min 58 s 43                             | 16e                                       |
| Camille Rast       | Slalom       | 53 s 35                                   | 9e                                        | 52 s 40                                   | 3e                                        | 1 min 45 s 75                             | 7e                                        |
| Corinne Suter      | Descente     | NC                                        | NC                                        | NC                                        | NC                                        | 1 min 31 s 87                             | Médaille d'or, Jeux olympiques            |
| Corinne Suter      | Super G      | NC                                        | NC                                        | NC                                        | NC                                        | 1 min 14 s 49                             | 13e                                       |

| Athlète                                                                                    | Huitième de finale | Quart de finale  | Demi-finale | Finale   | Rang |
| ------------------------------------------------------------------------------------------ | ------------------ | ---------------- | ----------- | -------- | ---- |
| Andrea Ellenberger Wendy Holdener Camille Rast (Remplaçante) Gino Caviezel Justin Murisier | Chine V 4-0        | Allemagne D 2-2* | Éliminés    | Éliminés | 6es  |

Légende : V - Victoire ; D - Défaite
* l'écart prend en compte l’addition des temps de la femme et de l'homme les plus rapides

### Ski de fond

#### Distance
| Athlète                                                  | Épreuve   | Classique     | Classique | Libre         | Libre | Résultat final                                                           | Résultat final | Résultat final |
| Athlète                                                  | Épreuve   | Temps         | Rang      | Temps         | Rang  | Temps                                                                    | Retard         | Rang           |
| -------------------------------------------------------- | --------- | ------------- | --------- | ------------- | ----- | ------------------------------------------------------------------------ | -------------- | -------------- |
| Jonas Baumann                                            | Skiathlon | 41 min 5 s 0  | 14e       | 38 min 56 s 6 | 17e   | 1 h 20 min 32 s 5                                                        | 4 min 22 s 7   | 15e            |
| Jonas Baumann                                            | 15 km     | NC            | NC        | NC            | NC    | 40 min 9 s 7                                                             | 2 min 14 s 9   | 16e            |
| Dario Cologna                                            | 15 km     | NC            | NC        | NC            | NC    | 41 min 39 s 9                                                            | 3 min 45 s 1   | 44e            |
| Dario Cologna                                            | 50 km     | NC            | NC        | NC            | NC    | 1 h 13 min 31 s 2                                                        | 1 min 58 s 4   | 14e            |
| Roman Furger                                             | 50 km     | NC            | NC        | NC            | NC    | 1 h 13 min 24 s 8                                                        | 1 min 52 s 1   | 11e            |
| Candide Pralong                                          | Skiathlon | 41 min 28 s 6 | 28e       | 39 min 3 s 5  | 20e   | 1 h 21 min 13 s 6                                                        | 5 min 3 s 8    | 22e            |
| Candide Pralong                                          | 50 km     | NC            | NC        | NC            | NC    | 1 h 14 min 50 s 5                                                        | 3 min 17 s 8   | 22e            |
| Jason Rüesch                                             | Skiathlon | 41 min 40 s 6 | 31e       | 40 min 27 s 5 | 27e   | 1 h 22 min 41 s 3                                                        | 6 min 31 s 5   | 27e            |
| Jason Rüesch                                             | 15 km     | NC            | NC        | NC            | NC    | 42 min 29 s 8                                                            | 4 min 35 s 0   | 53e            |
| Jason Rüesch                                             | 50 km     | NC            | NC        | NC            | NC    | 1 h 14 min 48 s 4                                                        | 3 min 15 s 7   | 22e            |
| Dario Cologna Jonas Baumann Candide Pralong Roman Furger | Relais    | NC            | NC        | NC            | NC    | 2 h 0 min 13 s 3 31 min 12 s 1 30 min 51 s 9 28 min 32 s 8 29 min 36 s 5 | 5 min 22 s 6   | 7es            |

| Athlète                                                         | Épreuve   | Classique     | Classique | Libre         | Libre | Résultat final                                                       | Résultat final | Résultat final |
| Athlète                                                         | Épreuve   | Temps         | Rang      | Temps         | Rang  | Temps                                                                | Retard         | Rang           |
| --------------------------------------------------------------- | --------- | ------------- | --------- | ------------- | ----- | -------------------------------------------------------------------- | -------------- | -------------- |
| Nadine Fähndrich                                                | 10 km     | NC            | NC        | NC            | NC    | 30 min 23 s 8                                                        | 2 min 17 s 5   | 22e            |
| Lydia Hiernickel                                                | Skiathlon | 24 min 17 s 0 | 21e       | 23 min 8 s 4  | 21e   | 47 min 59 s 8                                                        | 3 min 46 s 1   | 21e            |
| Lydia Hiernickel                                                | 30 km     | NC            | NC        | NC            | NC    | 1 h 32 min 12 s 3                                                    | 7 min 18 s 3   | 27e            |
| Nadja Kälin                                                     | Skiathlon | 25 min 6 s 6  | 41e       | 23 min 15 s 5 | 24e   | 48 min 59 s 0                                                        | 4 min 45 s 3   | 32e            |
| Nadja Kälin                                                     | 10 km     | NC            | NC        | NC            | NC    | 31 min 29 s 7                                                        | 3 min 23 s 4   | 43e            |
| Anja Weber                                                      | 10 km     | NC            | NC        | NC            | NC    | 32 min 13 s 4                                                        | 4 min 7 s 1    | 55e            |
| Laurien Van Der Graaff Nadine Fähndrich Nadja Kälin Alina Meier | Relais    | NC            | NC        | NC            | NC    | 56 min 41 s 5 14 min 45 s 2 14 min 12 s 9 13 min 38 s 5 14 min 4 s 9 | 3 min 0 s 5    | 7es            |

#### Sprint
Testé positif au Covid, Roman Furger arrive à Pékin après avoir effectué plusieurs tests négatifs mais trop tardivement pour prendre part à l'épreuve du sprint.
| Athlète                      | Épreuve            | Qualification | Qualification | Quart de finale | Quart de finale | Demi-finale   | Demi-finale  | Finale        | Finale       |
| Athlète                      | Épreuve            | Temps         | Rang          | Temps           | Rang            | Temps         | Rang         | Temps         | Rang         |
| ---------------------------- | ------------------ | ------------- | ------------- | --------------- | --------------- | ------------- | ------------ | ------------- | ------------ |
| Valerio Grond (de)           | Sprint             | 2 min 53 s 17 | 24e Q         | 2 min 54 s 12   | Q2 : 4e         | Non-qualifié  | Non-qualifié | Non-qualifié  | Non-qualifié |
| Jovian Hediger               | Sprint             | 2 min 52 s 47 | 20e Q         | 2 min 58 s 87   | Q5 : 5e         | Non-qualifié  | Non-qualifié | Non-qualifié  | Non-qualifié |
| Roman Schaad                 | Sprint             | 2 min 54 s 57 | 31e           | Non-qualifié    | Non-qualifié    | Non-qualifié  | Non-qualifié | Non-qualifié  | Non-qualifié |
| Jonas Baumann Jovian Hediger | Sprint par équipes | NC            | NC            | NC              | NC              | 20 min 7 s 67 | D2 : 3es Q   | 20 min 4 s 35 | 8es          |

| Athlète                                 | Épreuve            | Qualification | Qualification | Quart de finale | Quart de finale | Demi-finale    | Demi-finale   | Finale        | Finale        |
| Athlète                                 | Épreuve            | Temps         | Rang          | Temps           | Rang            | Temps          | Rang          | Temps         | Rang          |
| --------------------------------------- | ------------------ | ------------- | ------------- | --------------- | --------------- | -------------- | ------------- | ------------- | ------------- |
| Nadine Fähndrich                        | Sprint             | 3 min 15 s 65 | 3e Q          | 3 min 16 s 51   | Q3 : 1er Q      | 3 min 12 s 61  | D1 : 2e Q     | 3 min 16 s 89 | 5e            |
| Alina Meier (de)                        | Sprint             | 3 min 20 s 88 | 17e Q         | 3 min 21 s 12   | Q5 : 3e         | Non-qualifiée  | Non-qualifiée | Non-qualifiée | Non-qualifiée |
| Laurien Van Der Graaff                  | Sprint             | 3 min 23 s 03 | 27e Q         | 3 min 24 s 32   | Q2 : 5e         | Non-qualifiée  | Non-qualifiée | Non-qualifiée | Non-qualifiée |
| Anja Weber                              | Sprint             | 3 min 31 s 60 | 49e           | Non-qualifiée   | Non-qualifiée   | Non-qualifiée  | Non-qualifiée | Non-qualifiée | Non-qualifiée |
| Laurien van der Graaff Nadine Fähndrich | Sprint par équipes | NC            | NC            | NC              | NC              | 23 min 30 s 86 | D1 : 4es Q    | 23 min 2 s 09 | 7es           |

### Snowboard

#### Hommes
| Athlète             | Qualification | Qualification | Qualification | Qualification                | Finale | Finale       | Finale       | Finale       | Finale                       | Finale       |
| Athlète             | Manche 1      | Manche 2      | Manche 3      | Addition des deux meilleures | Rang   | Manche 1     | Manche 2     | Manche 3     | Addition des deux meilleures | Rang         |
| ------------------- | ------------- | ------------- | ------------- | ---------------------------- | ------ | ------------ | ------------ | ------------ | ---------------------------- | ------------ |
| Jonas Boesiger (de) | 60,00         | 9,50          | 15,75         | 75,75                        | 27e    | Non qualifié | Non qualifié | Non qualifié | Non qualifié                 | Non qualifié |
| Nicolas Huber       | 64,25         | 75,00         | 24,75         | 139,25                       | 14e    | Non qualifié | Non qualifié | Non qualifié | Non qualifié                 | Non qualifié |

Légende : Q – Qualifié pour la finale
| Athlète         | Qualification | Qualification | 8es de finale         | Quart de finale  | Demi-finale      | Finale           | Finale       |
| Athlète         | Temps         | Rang          | Adversaire Temps      | Adversaire Temps | Adversaire Temps | Adversaire Temps | Rang         |
| --------------- | ------------- | ------------- | --------------------- | ---------------- | ---------------- | ---------------- | ------------ |
| Gian Casanova   | 1 min 25 s 13 | 28e           | Non-qualifié          | Non-qualifié     | Non-qualifié     | Non-qualifié     | Non-qualifié |
| Dario Caviezel  | 1 min 22 s 35 | 14e Q         | Prommegger D + 0 s 16 | Non-qualifié     | Non-qualifié     | Non-qualifié     | 14e          |
| Nevin Galmarini | 1 min 23 s 44 | 21e           | Non-qualifié          | Non-qualifié     | Non-qualifié     | Non-qualifié     | Non-qualifié |

Légende : Q - Qualifié ; V - Victoire ; D - Défaite
| Athlète          | Qualification | Qualification | Qualification | Qualification | Finale       | Finale       | Finale       | Finale       | Finale                              |
| Athlète          | Manche 1      | Manche 2      | Meilleur      | Rang          | Manche 1     | Manche 2     | Manche 3     | Meilleur     | Rang                                |
| ---------------- | ------------- | ------------- | ------------- | ------------- | ------------ | ------------ | ------------ | ------------ | ----------------------------------- |
| Patrick Burgener | 70,75         | 73,00         | 73,00         | 11e Q         | 54,50        | 5,75         | 69,50        | 69,50        | 11e                                 |
| David Hablützel  | 15,50         | 14,00         | 15,50         | 24e           | Non-qualifié | Non-qualifié | Non-qualifié | Non-qualifié | Non-qualifié                        |
| Jan Scherrer     | 73,50         | 79,25         | 79,25         | 8e Q          | 70,50        | 87,25        | 7,50         | 87,25        | Médaille de bronze, Jeux olympiques |

Légende : Q – Qualifié pour la finale
| Athlète        | Qualification | Qualification | Qualification | Qualification | Finale       | Finale       | Finale       | Finale       |
| Athlète        | Manche 1      | Manche 2      | Meilleur      | Rang          | Manche 1     | Manche 2     | Meilleur     | Rang         |
| -------------- | ------------- | ------------- | ------------- | ------------- | ------------ | ------------ | ------------ | ------------ |
| Jonas Boesiger | 40,11         | 17,58         | 40,11         | 25e           | Non-qualifié | Non-qualifié | Non-qualifié | Non-qualifié |
| Nicolas Huber  | 50,46         | 54,58         | 54,58         | 20e           | Non-qualifié | Non-qualifié | Non-qualifié | Non-qualifié |

Légende : Q – Qualifié pour la finale
| Athlète      | Manche de classement | Manche de classement | Huitièmes de finale | Quart de finale | Demi-finale  | Finale       | Finale     |
| Athlète      | Temps                | Rang                 | Rang                | Rang            | Rang         | Rang         | Rang final |
| ------------ | -------------------- | -------------------- | ------------------- | --------------- | ------------ | ------------ | ---------- |
| Kalle Koblet | 1 min 18 s 94        | 22e                  | H6 : 3e             | Non-qualifié    | Non-qualifié | Non-qualifié | 23e        |

Légende : FA – Qualifié pour la finale A ; FB – Qualifié pour la finale B (places 4 à 8)

#### Femmes
| Athlète       | Qualification | Qualification | Qualification | Qualification                | Finale | Finale        | Finale        | Finale        | Finale                       | Finale        |
| Athlète       | Manche 1      | Manche 2      | Manche 3      | Addition des deux meilleures | Rang   | Manche 1      | Manche 2      | Manche 3      | Addition des deux meilleures | Rang          |
| ------------- | ------------- | ------------- | ------------- | ---------------------------- | ------ | ------------- | ------------- | ------------- | ---------------------------- | ------------- |
| Ariane Burri  | 57,75         | 18,75         | 27,25         | 85,00                        | 23e    | Non qualifiée | Non qualifiée | Non qualifiée | Non qualifiée                | Non qualifiée |
| Bianca Gisler | 50,00         | 63,50         | 63,75         | 127,25                       | 13e    | Non qualifiée | Non qualifiée | Non qualifiée | Non qualifiée                | Non qualifiée |

Légende : Q – Qualifiée pour la finale
| Athlète         | Qualification | Qualification | 8es de finale          | Quart de finale  | Demi-finale      | Finale           | Finale        |
| Athlète         | Temps         | Rang          | Adversaire Temps       | Adversaire Temps | Adversaire Temps | Adversaire Temps | Rang          |
| --------------- | ------------- | ------------- | ---------------------- | ---------------- | ---------------- | ---------------- | ------------- |
| Ladina Jenny    | 1 min 28 s 98 | 17e           | Non-qualifiée          | Non-qualifiée    | Non-qualifiée    | Non-qualifiée    | Non-qualifiée |
| Jessica Keiser  | 1 min 47 s 15 | 28e           | Non-qualifiée          | Non-qualifiée    | Non-qualifiée    | Non-qualifiée    | Non-qualifiée |
| Patrizia Kummer | 1 min 28 s 48 | 12e           | Dujmovits D + 0 s 20   | Non-qualifiée    | Non-qualifiée    | Non-qualifiée    | 14e           |
| Julie Zogg      | 1 min 28 s 40 | 11e           | Langenhorst D + 0 s 08 | Non-qualifiée    | Non-qualifiée    | Non-qualifiée    | 13e           |

Légende : Q - Qualifiée ; V - Victoire ; D - Défaite
| Athlète        | Qualification | Qualification | Qualification | Qualification | Finale   | Finale   | Finale   | Finale   | Finale |
| Athlète        | Manche 1      | Manche 2      | Meilleur      | Rang          | Manche 1 | Manche 2 | Manche 3 | Meilleur | Rang   |
| -------------- | ------------- | ------------- | ------------- | ------------- | -------- | -------- | -------- | -------- | ------ |
| Berenice Wicki | 71,50         | 40,50         | 71,50         | 8e Q          | 76,25    | 74,75    | 11,25    | 76,25    | 7e     |

Légende : Q – Qualifiée pour la finale
| Athlète       | Qualification | Qualification | Qualification | Qualification | Finale        | Finale        | Finale        | Finale        | Finale        |
| Athlète       | Manche 1      | Manche 2      | Meilleur      | Rang          | Manche 1      | Manche 2      | Manche 3      | Meilleur      | Rang          |
| ------------- | ------------- | ------------- | ------------- | ------------- | ------------- | ------------- | ------------- | ------------- | ------------- |
| Ariane Burri  | 33,15         | 65,55         | 65,55         | 12e Q         | 21,40         | 24,01         | 18,86         | 24,01         | 12e           |
| Bianca Gisler | 40,35         | 38,43         | 40,35         | 20e           | Non-qualifiée | Non-qualifiée | Non-qualifiée | Non-qualifiée | Non-qualifiée |

Légende : Q – Qualifiée pour la finale
| Athlète                | Manche de classement | Manche de classement | Huitièmes de finale | Quart de finale | Demi-finale   | Finale        | Finale     |
| Athlète                | Temps                | Rang                 | Rang                | Rang            | Rang          | Rang          | Rang final |
| ---------------------- | -------------------- | -------------------- | ------------------- | --------------- | ------------- | ------------- | ---------- |
| Lara Casanova (de)     | 1 min 24 s 12        | 17e                  | H1 : 3e             | Non-qualifiée   | Non-qualifiée | Non-qualifiée | 20e        |
| Sophie Hediger         | 1 min 25 s 14        | 15e                  | H8 : 3e             | Non-qualifiée   | Non-qualifiée | Non-qualifiée | 19e        |
| Sina Siegenthaler (de) | 1 min 26 s 62        | 28e                  | H3 : 2e Q           | Q4 : 4e         | Non-qualifiée | Non-qualifiée | 16e        |

Légende : Q - Qualifiée pour la suite ; FA – Qualifiée pour la finale A ; FB – Qualifiée pour la finale B (places 4 à 8)

#### Mixte
| Athlète                     | Quart de finale | Demi-finale | Finale  | Finale     |
| Athlète                     | Rang            | Rang        | Rang    | Rang final |
| --------------------------- | --------------- | ----------- | ------- | ---------- |
| Kalle Koblet Sophie Hediger | Q2 : 2e Q       | D1 : 4e FB  | FB : 3e | 7e         |

Légende : Q - Qualifiés pour la suite ; FA – Qualifiée pour la finale A ; FB – Qualifiée pour la finale B (places 4 à 8)